# Niš
Pour les articles homonymes, voir Nis et Nish (homonymie).
Pour l’article ayant un titre homophone, voir niche.
Niš (en serbe cyrillique : Ниш, prononcé /niʃ/ ou plus rarement en français : Nicha ou Nich, Nisch) est une ville de Serbie située dans le district de Nišava. Au recensement de 2011, la ville de Niš intra muros[Quoi ?] comptait 183 164 habitants et son territoire métropolitain, appelé ville de Niš (Град Ниш et Grad Niš), avec les cinq municipalités qui le composent, 260 237.
Niš, l'antique Naissos (Νάῑσσος, « cité des naïades ») est l'une des plus anciennes villes des Balkans : les Thraces y habitaient à l'âge du fer ; les Triballes s'y installèrent suivis, après l'invasion celtique de 279 av. J.-C., par le peuple celte des Scordiques. En 75 av. J.-C., la ville fut conquise par les Romains sous le nom de Naissus. Trois empereurs y virent le jour : Constantin Ier (272-337), premier empereur chrétien, Constance III (mort en 421) et Justin Ier (450-527). Les Huns d'Attila la prirent en 441, massacrant ou emmenant en esclavage sa population, mais elle fut reconstruite par l'autorité byzantine, d'où l'aigle bicéphale des armoiries de la cité.
En 1096, bien que chrétienne, elle est pillée par la première croisade de Godefroy de Bouillon.
La même année, elle est prise par les Hongrois, jusqu'en 1173, année où elle fut reprise par l'Empire Byzantin.
Au Moyen Âge serbe, Niš est alternativement serbe et bulgare avant d'être prise en 1396 par l'Empire ottoman qui la garda presque cinq siècles jusqu'en 1878 lorsqu'elle fut intégrée au royaume de Serbie. Pendant la Première et la Seconde Guerre mondiale, Niš fut occupée par la Bulgarie qui la revendiquait depuis la rébellion anti-ottomane de 1841.
Aujourd'hui, par sa population, Niš est la troisième plus grande ville de Serbie après Belgrade et Novi Sad. Elle est desservie par l'autoroute serbe A1 (route européenne E75) et l'autoroute serbe A4 (route européenne E80), qui la relie notamment à Belgrade, et dispose d'un aéroport international, l'aéroport Constantin-le-Grand de Niš. Capitale administrative du district de Nišava, une subdivision du territoire serbe, elle constitue un des centres industriels les plus importants du pays, notamment dans les secteurs de l'électronique (Elektronska Industrija Niš), de la mécanique, du textile et du tabac ; avec AIK banka Niš, la ville abrite l'une des banques les plus importantes de Serbie. Centre religieux et culturel, la ville est le siège de l'éparchie de Niš, une subdivision de l'Église orthodoxe de Serbie ; elle possède une université qui accueille environ 30 000 étudiants.

## Géographie
Niš est située dans la vallée de la Nišava, au confluent de cette rivière avec la Južna Morava, la « Morava méridionale ». Le centre de la ville s'élève à une altitude de 194 m. Le point culminant de la zone métropolitaine de Niš (ville de Niš) est le mont Sokolov kamen, le « rocher du faucon », qui fait partie du massif de la Suva planina (la « montagne sèche ») et s'élève à 1 523 m. Le point le plus bas de la zone, soit 173 m, se situe à Trupale, près de l'embouchure de la Nišava.

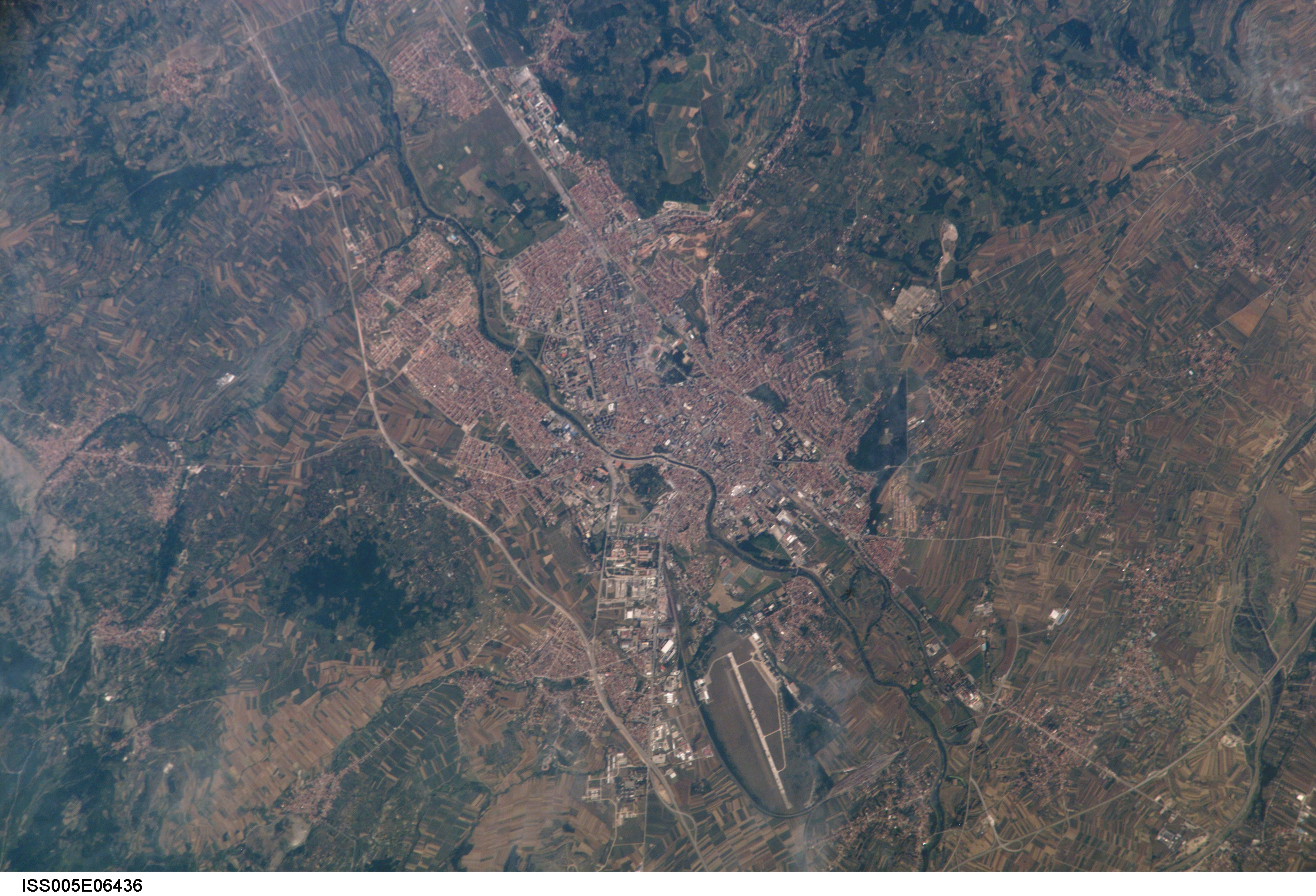
Vue satellite de Niš.
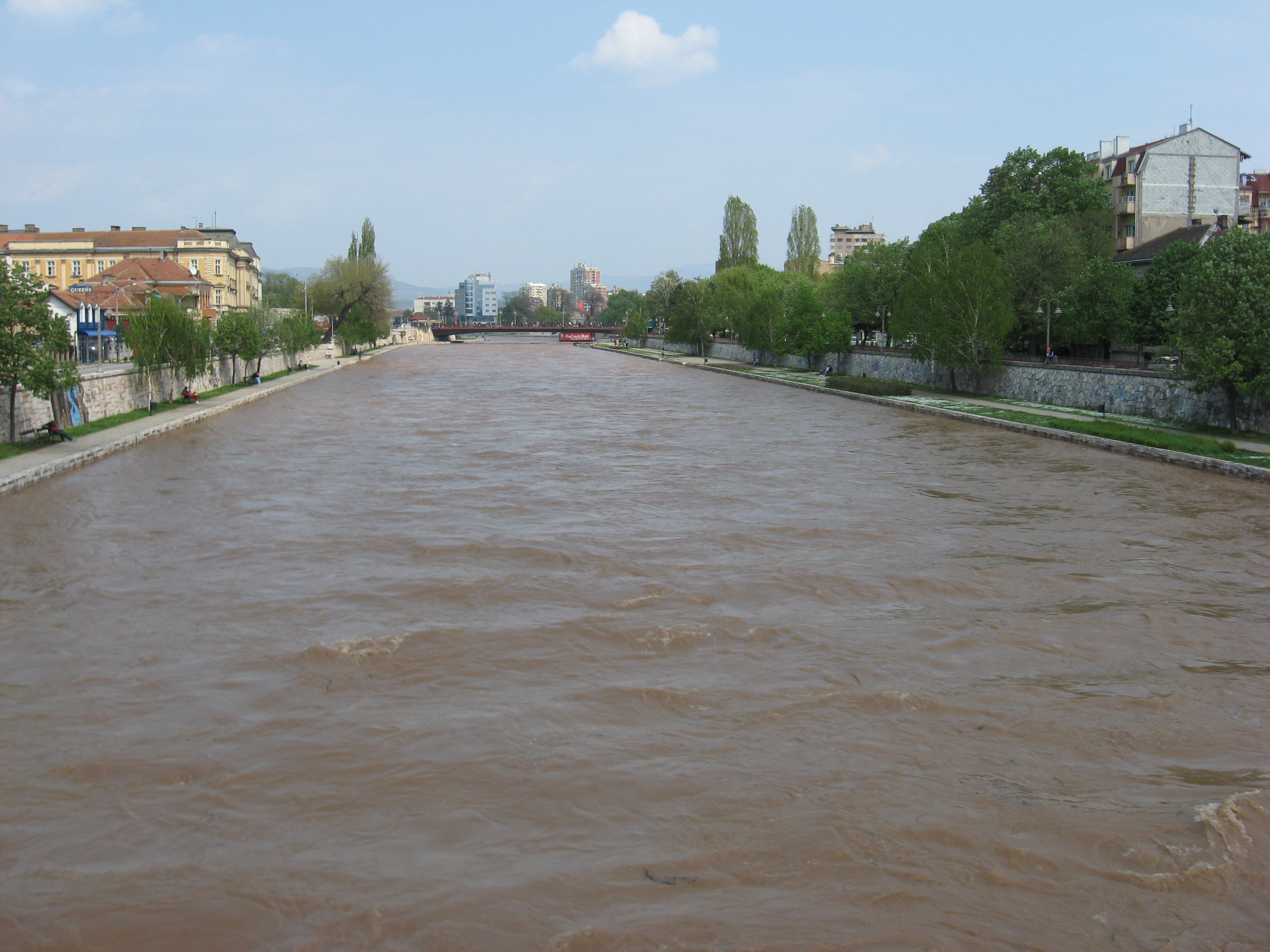
La Nišava à Niš, printemps 2010.
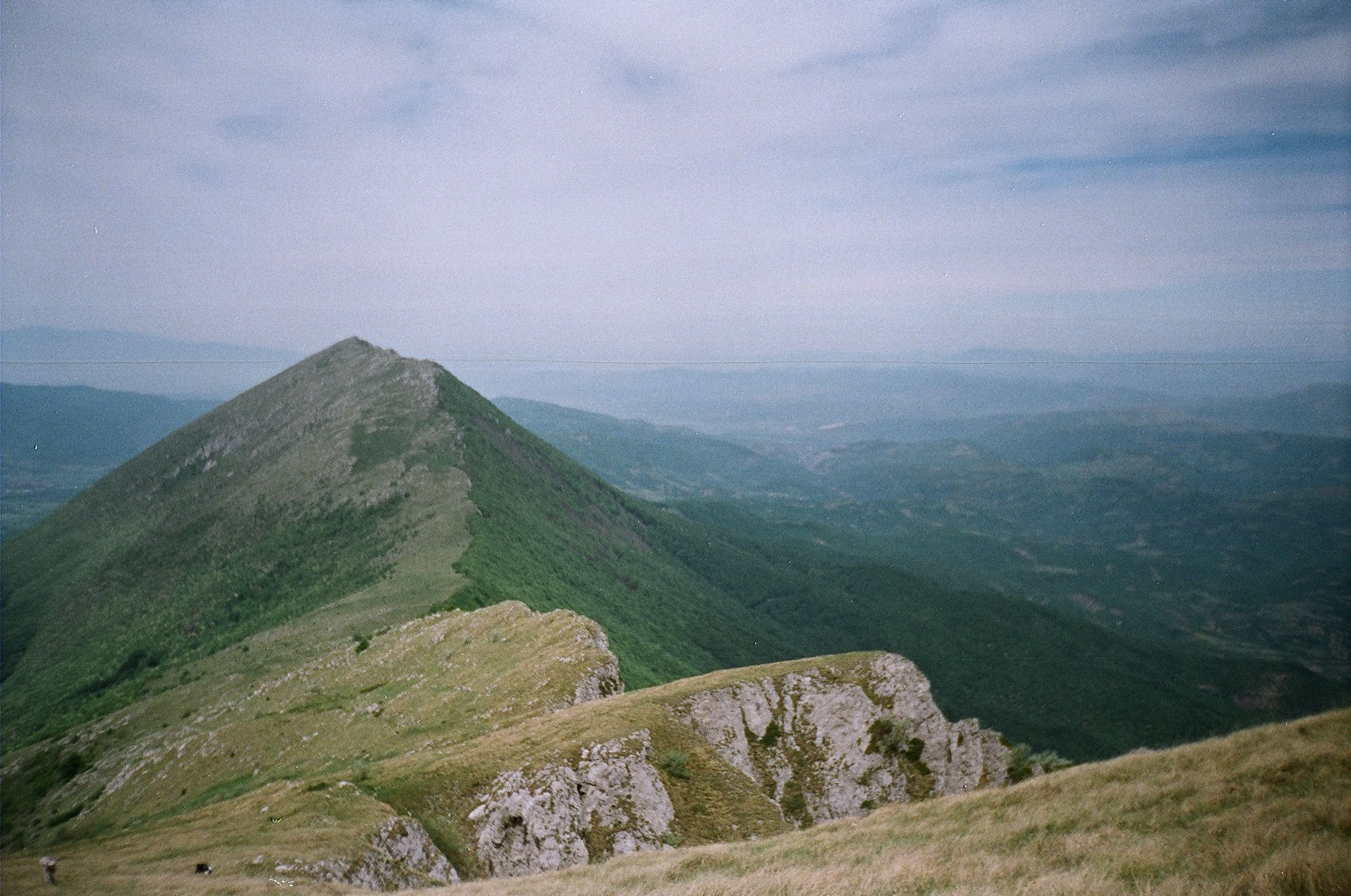
Le mont Sokolov kamen dans le massif de la Suva planina.

Le territoire de la ville de Niš s'étend sur 596,71 km2 ; il comprend la ville de Niš intra muros, la station thermale de Niška Banja, ainsi que 68 localités périurbaines.

## Climat

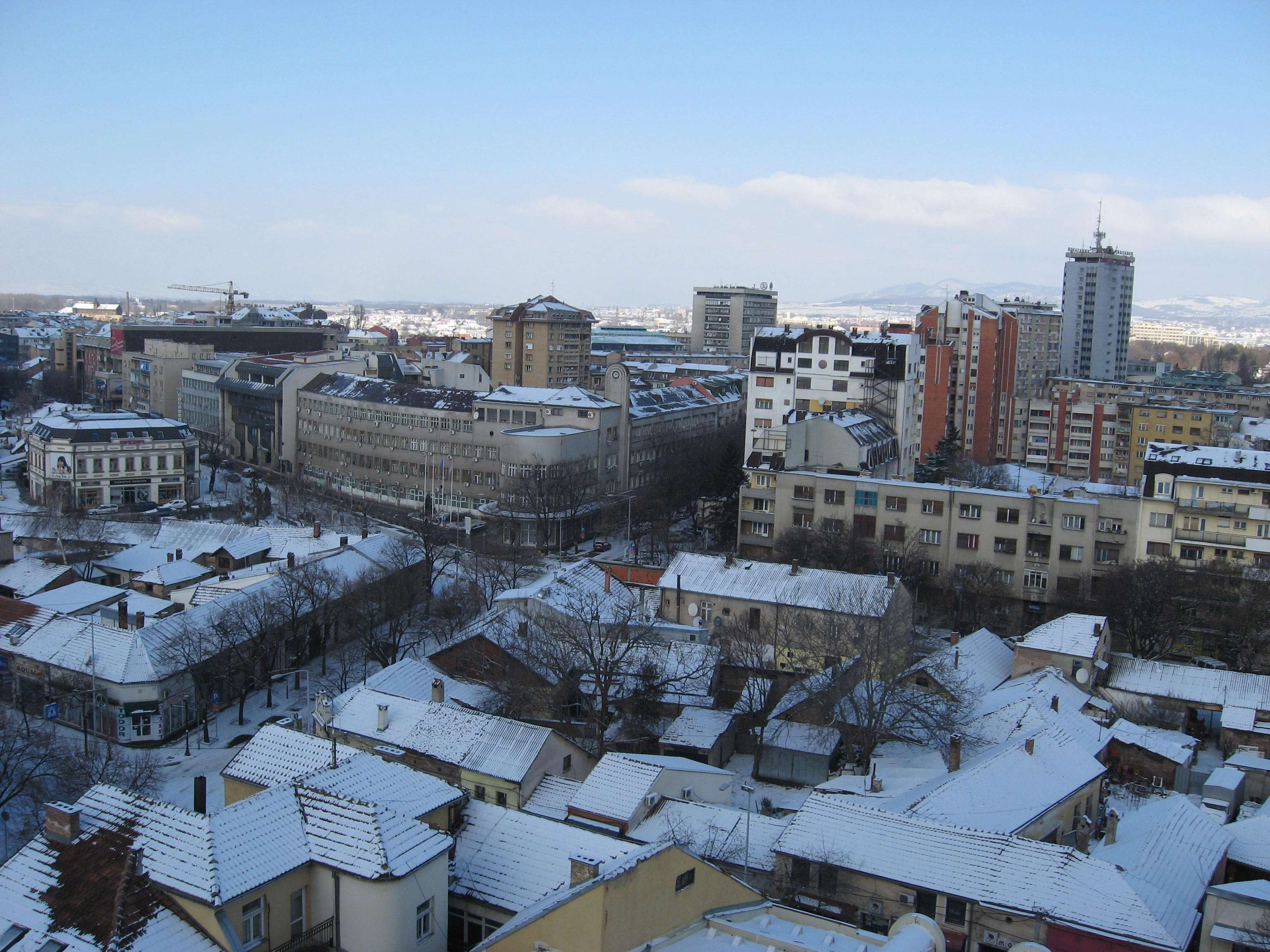
Le centre de Niš en hiver.

La station météorologique de Niš, située à 202 m d'altitude, enregistre des données depuis 1889 (coordonnées 43° 20′ N, 21° 54′ E). La région de Niš jouit d'un climat continental tempéré, avec une température moyenne annuelle de 11,4 °C ; juillet est le mois le plus chaud de l'année, avec une moyenne de 21,3 °C. Le mois le plus froid est janvier avec une moyenne de −0,2 °C. La moyenne des précipitations annuelles est de 589,6 mm/m2. On compte environ 123 jours de pluie et 43 jours de neige. La valeur moyenne barométrique est de 992,74 mb. En moyenne, la force du vent se situe juste en dessous de 3 sur l'échelle de Beaufort.
La température maximale enregistrée à la station a été de 44,2 °C le 24 juillet 2007 et la température la plus basse a été de −23,7 °C le 25 janvier 1963. Le record de précipitations enregistré en une journée a été de 76,6 mm le 5 novembre 1954. La couverture neigeuse la plus importante a été de 62 cm du 23 au 25 février 1954.
Pour la période de 1961 à 1990, les moyennes de température et de précipitations s'établissaient de la manière suivante :
| Mois                                       | Janv | Fév  | Mars | Avr  | Mai  | Juin | Juil | Août | Sept | Oct  | Nov  | Déc  | Année |
| ------------------------------------------ | ---- | ---- | ---- | ---- | ---- | ---- | ---- | ---- | ---- | ---- | ---- | ---- | ----- |
| Températures maximales moyennes (°C)       | 3,8  | 7,1  | 12,3 | 18,0 | 22,9 | 25,9 | 28,0 | 28,5 | 24,8 | 18,9 | 11,7 | 5,4  | 17,3  |
| Températures moyennes (°C)                 | -0,2 | 2,5  | 6,7  | 11,9 | 16,6 | 19,5 | 21,3 | 21,1 | 17,2 | 11,9 | 6,4  | 1,7  | 11,4  |
| Températures minimales moyennes (°C)       | -3,5 | -1,3 | 1,8  | 6,1  | 10,4 | 13,4 | 14,5 | 14,4 | 11,1 | 6,5  | 2,4  | -1,4 | 6,2   |
| Moyennes mensuelles de précipitations (mm) | 41,3 | 40,3 | 45,3 | 51,3 | 66,7 | 69,7 | 43,6 | 43,3 | 43,6 | 34,1 | 56,8 | 53,6 | 589,6 |

## Toponymie
La ville a porté les noms de Naissus en latin et de Ναϊσσός / Naïssós en grec ancien.

## Histoire
Située au carrefour des Balkans et des routes d'Europe vers l'Asie mineure, Niš est une des villes les plus anciennes des Balkans. Dans l'Antiquité elle était considérée comme un passage entre l'Orient et l'Occident.

### Préhistoire et Antiquité

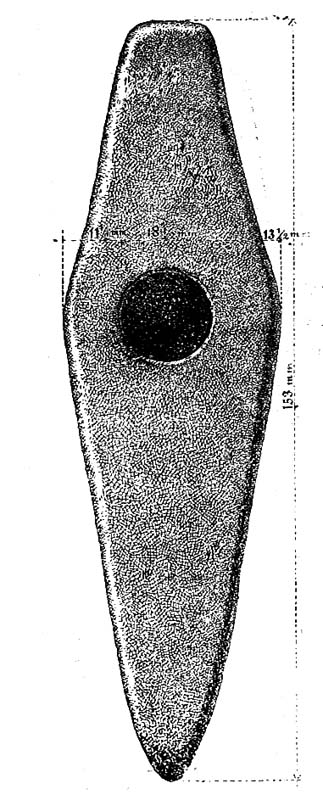
Maillet en pierre, vallée de la Nišava.

Les archéologues ont mis au jour des vestiges attestant d'une présence humaine dans la région de Niš depuis la Préhistoire. Ces objets sont aujourd'hui exposés au musée national de Niš. La région est construite par les Dardanes puis, au IIIe siècle av. J.-C., par les Celtes qui fondent la ville de Navissos, la « ville des nymphes », ainsi nommée d'après le nom celte de la rivière Nišava. Les Romains s'emparent de la ville en 75 av. J.-C. et lui donnent le nom de Naissus. Située au carrefour de routes qui relient les provinces de Mésie, de Thrace et de Dardanie, la cité est fortifiée et devient une importante ville de garnison.
En 268, tandis que l'Empire romain est en crise, les Goths, alliés aux Hérules, envahissent les Balkans et, notamment, la province de Mésie. L'empereur Gallien les vainc une première fois en avril 268. En septembre de la même année, son successeur Claude II met un terme à une seconde vague d'invasions en remportant la victoire lors de la bataille de Naissus, qui se déroule à proximité de Niš. Cette victoire vaut à l'empereur Claude II son nom de « Claude II le Gothique » ; le futur empereur Aurélien participe lui aussi à la bataille et est un des principaux artisans de la victoire romaine.

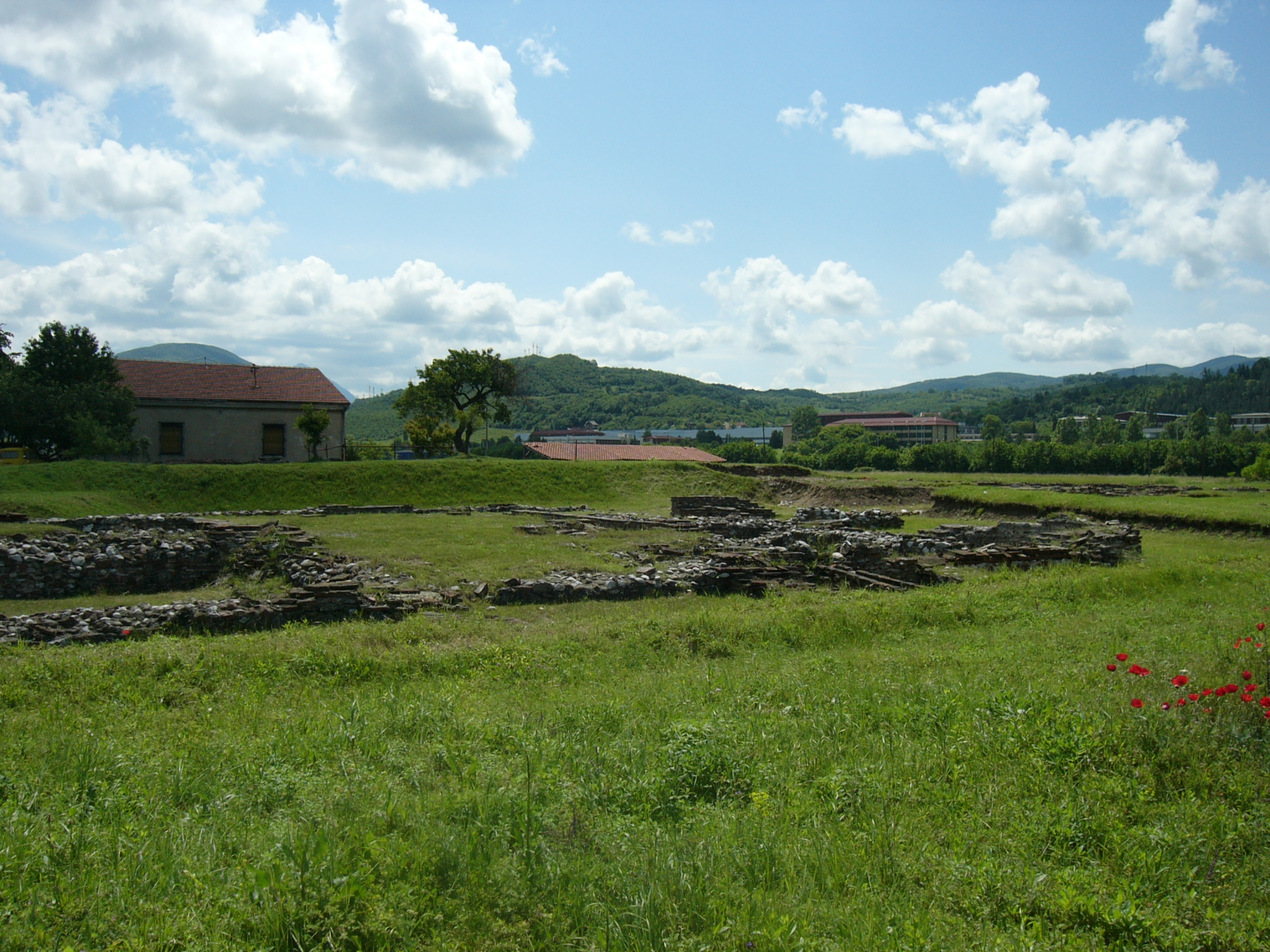
Le site archéologique de Mediana, Niš.

Le 27 février 274, ou 272, le futur empereur Constantin Ier naît à Naissus. Il est le fils du césar Constance Chlore et de sa première épouse Hélène et il va être connu dans l'histoire sous le nom de « Constantin le Grand ». Il dote sa ville natale d'édifices imposants et en fait un important centre économique, administratif et militaire. L'empereur s'y fait construire un palais dans lequel il séjourne à de nombreuses reprises. Après sa mort, ses fils Constance II et Constant Ier séjournent à Naissus en 340. L'empereur Julien renforce le système de fortifications de Naissus. Constance III, le mari de Galla Placidia, proclamé empereur en 421, naît également à Naissus. Dans les faubourgs Est de la ville actuelle, on peut visiter le site archéologique de Mediana, qui conserve des vestiges de la résidence impériale, notamment des pavements en mosaïque. D'autres villages appartenant à l'aristocratie ont été retrouvés près du site. Niš conserve également les vestiges d'une basilique paléochrétienne du IVe siècle.
En 441, Attila traversa le Danube et rejoint les troupes de son frère Bleda pour assiéger et prendre la ville ; Naissus est pillée et saccagée ; les habitants de la cité sont massacrés. En 448, l'historien Priscus rapporte : « Quand nous arrivâmes à Naissus, nous trouvâmes la cité déserte, comme si elle avait été saccagée ; seuls quelques habitants en mauvais point gisaient dans les églises. Nous fîmes halte à quelque distance de la rivière, dans un lieu dégagé, car le sol près de la rive était jonché d'ossements d'hommes tués à la guerre ». Par la suite, l'empereur byzantin Justinien fait reconstruire la ville, mais elle ne retrouve pas sa prospérité du IVe siècle.

### Période byzantine et Moyen Âge

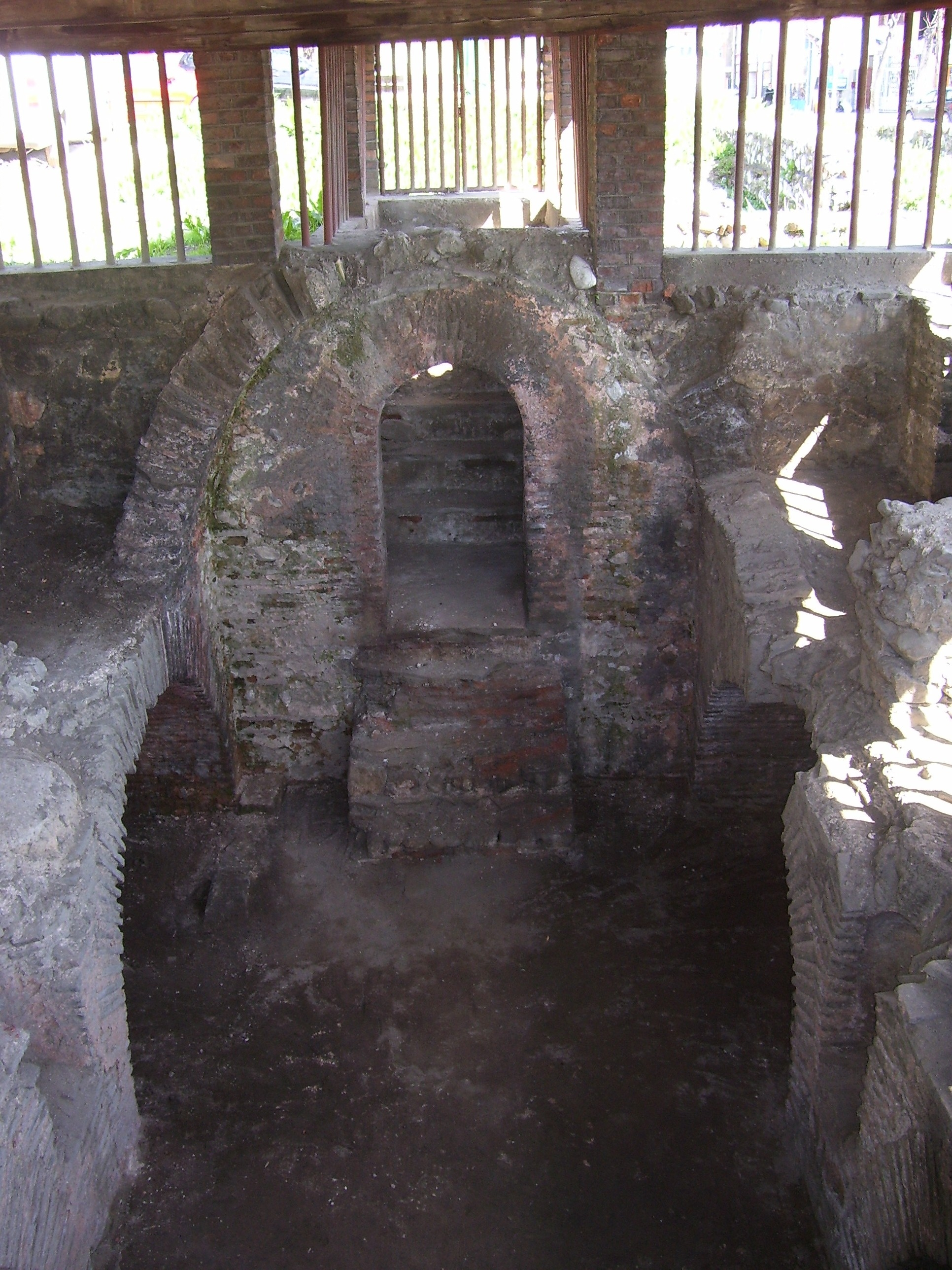
Tombe byzantine à Niš.

Le VIe siècle est marqué par d'importantes migrations des Slaves et des Avars. Après plusieurs tentatives infructueuses, les Slaves réussissent à s'emparer de Naissus en 615 et ils donnent à la ville le nom de Niš ; la plupart des habitants romains perdent la vie ou trouvent leur salut dans la fuite. Vers 987, les Bulgares s'emparent de la ville qui reste sous leur domination jusqu'en 1018, date à laquelle elle est réintégrée dans l'Empire byzantin. En 1072, Niš est attaquée par les Hongrois qui s'en emparent en 1096. L'empereur Manuel Ier Comnène la leur reprend en 1173 et renforce le système de défense de la cité. Après la mort de Manuel Ier, Niš et sa région passent sous le contrôle du prince serbe Stefan Nemanja, qui, à cette époque, tentait d'affranchir la Serbie de la tutelle byzantine. En juillet 1189, le prince reçoi à Niš l'empereur romain germanique Frédéric Barberousse en partance pour la troisième croisade ; il tente alors, mais en vain, de convaincre l'empereur de marcher sur Constantinople. De fait, les Byzantins reprennent le contrôle de la ville en 1190. Les Serbes la récupérent en 1205, puis les Bulgares s'en emparent en 1208. La ville redevient serbe au milieu du XIIIe siècle.

### Période ottomane

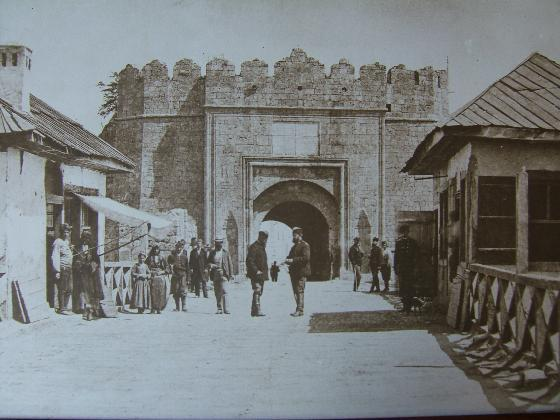
La forteresse de Niš en 1878.

Au XIVe siècle, les Turcs ottomans étendent leur domination dans les Balkans. En 1385, après un siège de vingt-cinq jours, le sultan Mourad Ier, s'empare de Niš pour la première fois. En 1389, après la bataille de Kosovo Polje, la plus grande partie de la Serbie passe aux mains des Ottomans ; la partie restée libre porte le nom de despotat de Serbie. En 1443, des armées chrétiennes menées par le chef militaire Jean Hunyadi, allié au despote serbe Đurađ Branković, vainquent les Ottomans et les repoussent jusqu'à Sofia, ce qui permet à Niš de rester une ville libre jusqu'en 1448. En revanche, cette date marqua le début d'une présence turque longue de plus de quatre cents ans. Sous les Ottomans, Niš devient un important centre militaire et administratif. Dans les années 1729-1723, les Turcs y construisent une forteresse, qui existe encore aujourd'hui ; bâtie sur le site des anciennes fortifications romaines, byzantines et médiévales, elle est un exemple d'architecture militaire ottomane dans les Balkans.

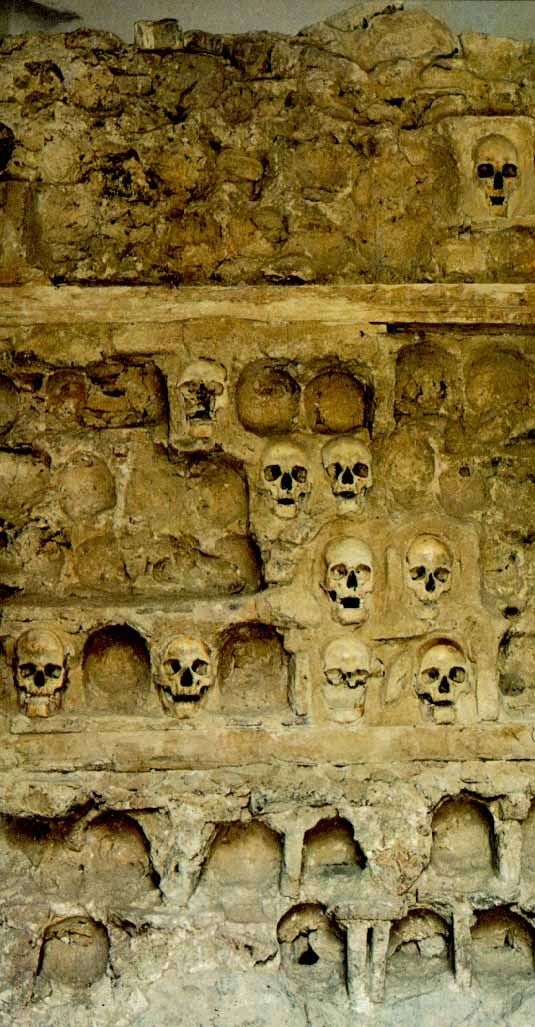
Ćele kula (la « tour des crânes »).

En 1737, au cours de la quatrième guerre austro-russo-turque, les troupes autrichiennes entrent en Valachie et dans la partie ottomane de la Serbie. François-Étienne de Lorraine, avec le général von Seckendorf, entra en Macédoine et s'empare de Niš durant l'été. Mais les Turcs d'Humbaraci Ahmed Pasha (Claude Alexandre de Bonneval, un français converti à l'islam) reprennent la ville et imposent un traité de paix aux Habsbourg.
Le premier soulèvement serbe contre les Turcs commença en 1804, sous le commandement Karađorđe (« Georges le Noir »). En 1809, Niš est encore tenue par les Ottomans. Profitant du fait que les Turcs sont en guerre contre la Russie, les insurgés marchent sur le sud de la Serbie. Le 27 avril 1809, 16 000 soldats serbes, commandés par Miloje Petrović, approchent des villages de Kamenica, Gornji et Donji Matejevac, à proximité de la ville. Les Serbes creusent six tranchées, dont la plus importante se trouve sur le mont Čegar, commandée par le voïvode Stevan Sinđelić à la tête de 3 000 hommes. Le 31 mai 1809, les Turcs, au nombre de 10 000 hommes, se lancent à l'assaut de la tranchée. La bataille du mont Čegar dure toute la journée. Quand Sinđelić se rend compte qu'il va être vaincu, il fait exploser ses réserves de poudre, ce qui provoque sa propre mort, ainsi que celle de nombreux soldats serbes et ottomans. Le grand vizir Khursit Pacha, qui commande l'armée ottomane, ordonne alors, en signe d'avertissement et comme symbole de la défaite serbe, de construire la tour de Ćele kula (la « tour des crânes »), à laquelle il fait incorporer 952 crânes appartenant aux insurgés serbes. En 1833, le poète Lamartine, de passage dans la région, appose une plaque sur la tour. On peut y lire les mots suivants : « Qu'ils laissent subsister ce monument ! Il apprendra à leurs enfants ce que vaut l'indépendance d'un peuple, en leur montrant à quel prix leurs pères l'ont payée ». Un monument célébrant le souvenir de ce combat est érigé au mont Čegar en 1927.
À la suite du second soulèvement serbe contre les Turcs, la principauté de Serbie devint une province autonome au sein de l'Empire ottoman. En revanche, sous les règnes des princes Miloš Ier Obrenović et Michel III Obrenović, les régions méridionales du pays, dont Niš, restent sous le contrôle direct des Ottomans.

### Fin duXIXesiècleetXXesiècle

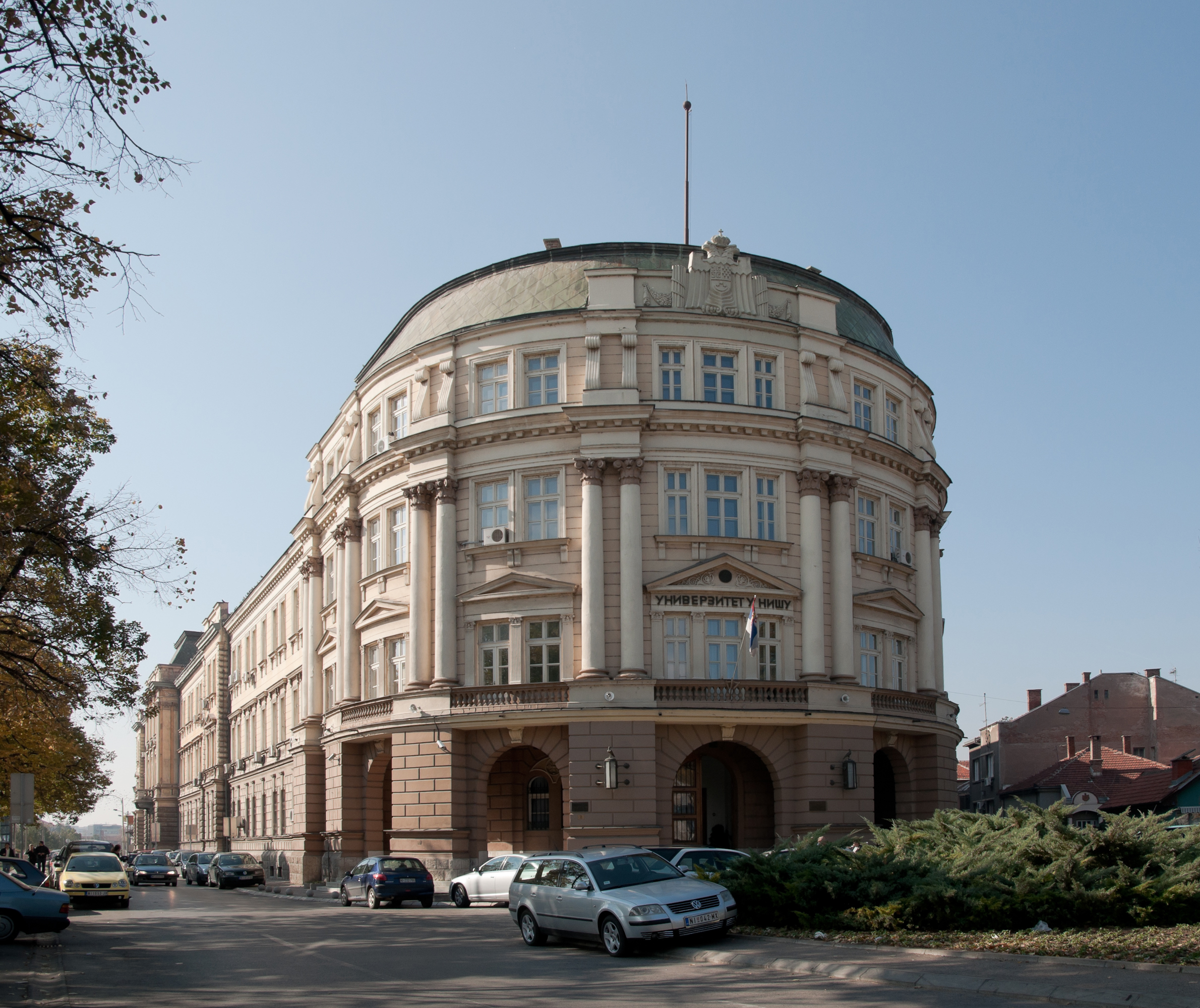
La Banovina, actuellement occupée par l'université de Niš.

Les Serbes participèrent, aux côtés des Russes, à la guerre russo-turque de 1877-1878. Le 11 janvier 1878, après de rudes combats, le prince Milan IV Obrenović entr victorieux dans la forteresse de Niš. Par le traité de San Stefano, signé le 3 mars 1878, la ville est intégrée au royaume de Serbie, désormais totalement indépendant de la Sublime Porte. Niš connaît alors un important essor économique : des banques, des usines ouvrent leurs portes et de nombreux établissements scolaires sont créés. Le palais royal, autrefois résidence des dignitaires turcs, est reconstruit pour accueillir la famille royale de Serbie. Niš devient le siège d'un évêché de l'Église orthodoxe serbe et l'église Saint-Pantaléon est achevée le 8 août 1878. Niš accueille aussi certaines sessions du Parlement de Serbie. Et la Banovina, siège de l'administration du comté de Niš, est construite en 1889, dans un style typiquement occidental. Au recensement de 1905, ce comté compte 184 045 habitants.
Juste avant le déclenchement de la Première Guerre mondiale, le Parlement et le gouvernement de Serbie s'installent à Niš et la ville devient la « capitale de guerre » du pays. Le 7 décembre 1914, le gouvernement serbe propose la création d'un État regroupant tous les Slaves méridionaux. Mais, en octobre 1915, la ville est occupée par l'armée bulgare. Le tsar Ferdinand Ier de Bulgarie y reçoit l'empereur Guillaume II d'Allemagne en janvier 1916. Niš est libérée le 12 octobre 1918 par l'armée du voïvode Petar Bojović.
Pendant la Seconde Guerre mondiale, Niš est occupée par les nazis. Le premier camp de concentration nazi en Yougoslavie est situé à Crveni krst, à proximité de la ville. En 1942, des prisonniers se révoltent, prennent les armes et s'évadent ; les évadés sont en fait des Partisans communistes appartenant à la mouvance de Tito et capturés par les forces allemandes pendant l'opération Bosnie-Ouest (bataille de Kozara). Cette évasion est décrite dans le film de Miomir Stamenkovic Lager Niš, tourné en 1987. Niš est libérée le 14 octobre 1944.
En 1996, Niš est la première ville de Serbie à se soulever contre le gouvernement de Slobodan Milošević. Une coalition de partis d'opposition appelée Zajedno (« Ensemble ») y remporte les élections municipales. Le premier maire démocrate de la ville de Niš est Zoran Živković, qui, en 2003, devint Premier ministre de Serbie. Le 7 mai 1999, lors des guerres en Yougoslavie, Niš est bombardée par les forces de l'OTAN.

## Organisation administrative de la ville de Niš
Niš fait partie des 23 « villes » (au singulier : Град / Grad ; au pluriel : Градови / Gradovi) qui, en plus de Belgrade, sont officiellement définies par la loi sur l'organisation territoriale de la république de Serbie votée par l'Assemblée nationale du pays le 28 décembre 2007 ; cette entité territoriale porte le nom de ville de Niš (en serbe : Град Ниш et Grad Niš) et comprend, outre la cité de Niš intra muros, tout son territoire métropolitain.

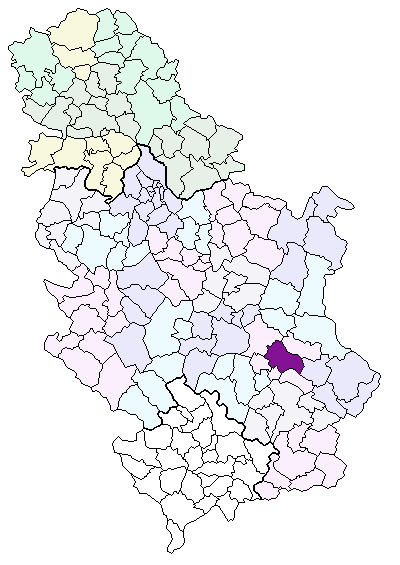
Localisation de la ville en Serbie.
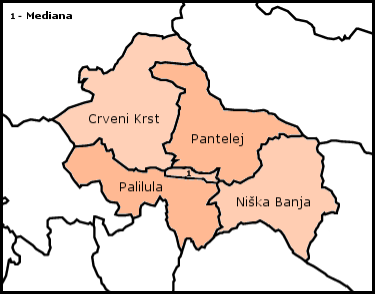
Les municipalités de la ville de Niš.

### Municipalités formant la ville de Niš
Le territoire de la ville de Niš est divisé en cinq municipalités :
| Emblème | Nom         | Superficie (km²) | Population en 1991 | Population en 2002 | Population en 2011 |
| ------- | ----------- | ---------------- | ------------------ | ------------------ | ------------------ |
|         | Medijana    | 16               | 88 602             | 87 405             | 88 010             |
|         | Palilula    | 117              | 73 610             | 72 165             | 71 707             |
|         | Crveni krst | 182              | 34 062             | 33 452             | 31 762             |
|         | Pantelej    | 141              | 43 371             | 42 137             | 52 290             |
|         | Niška Banja | 147              | 15 325             | 15 359             | 14 098             |
|         | Total       | 597              | 254 970            | 250 518            | 257 867            |

### Localités dans les municipalités de Niš
Medijana
Outre une partie de la ville de Niš proprement dite, la municipalité de Medijana comprend la localité de Brzi Brod.

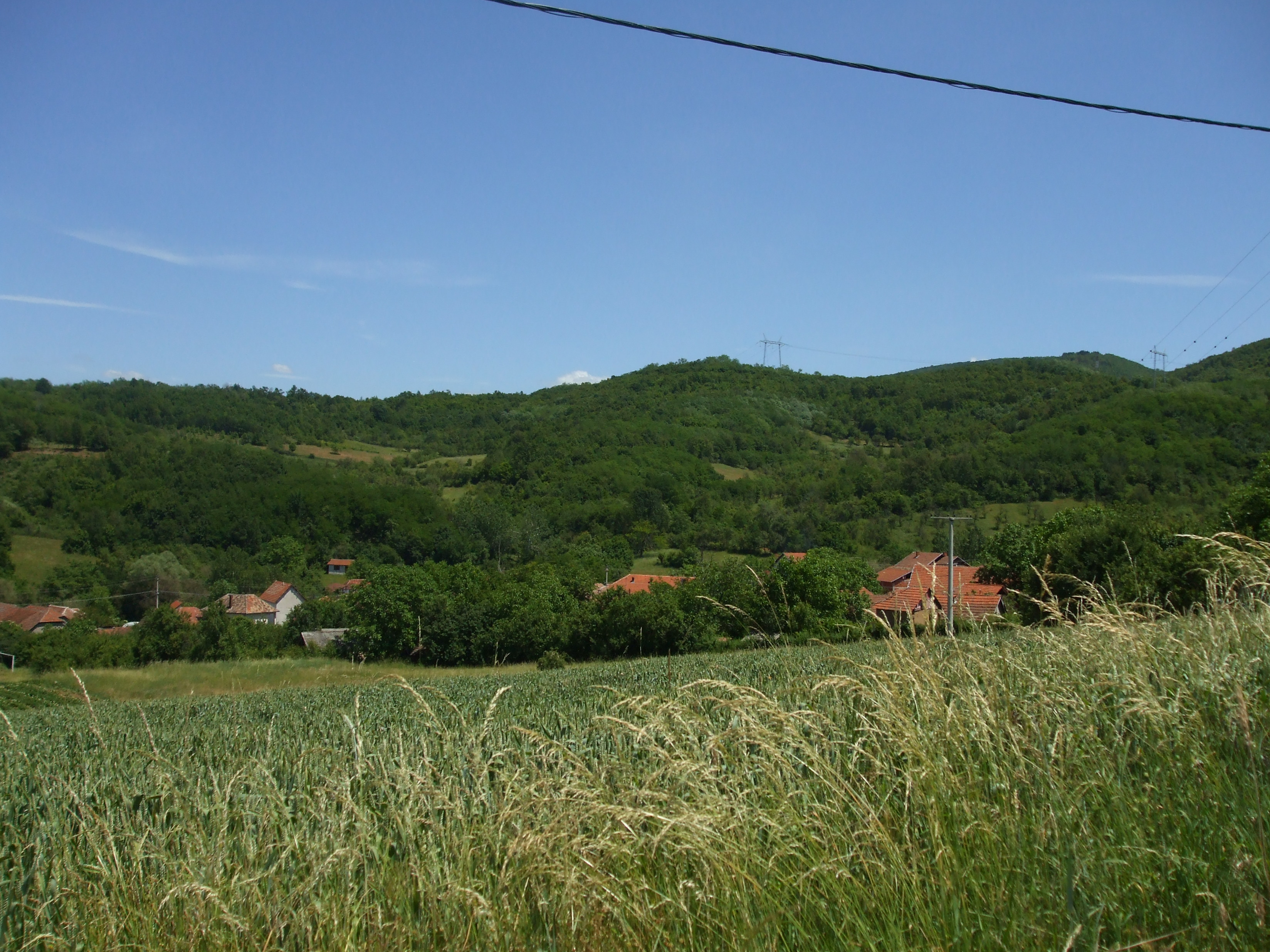
Le village de Donje Vlase.

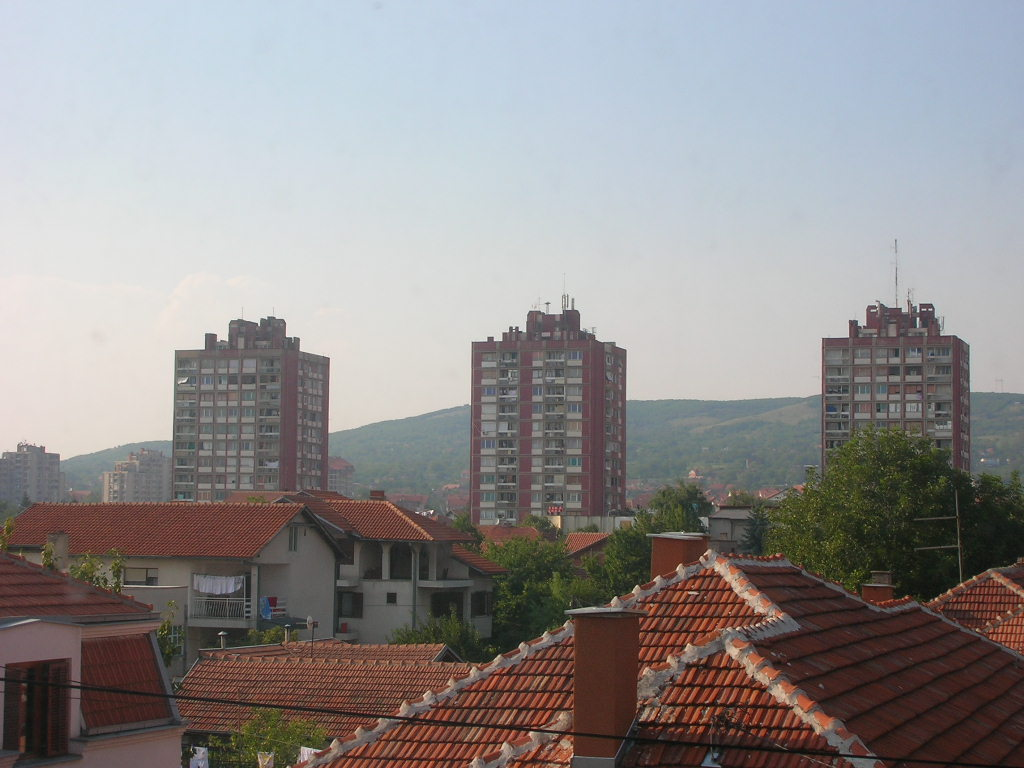
La partie urbaine de Pantelej.

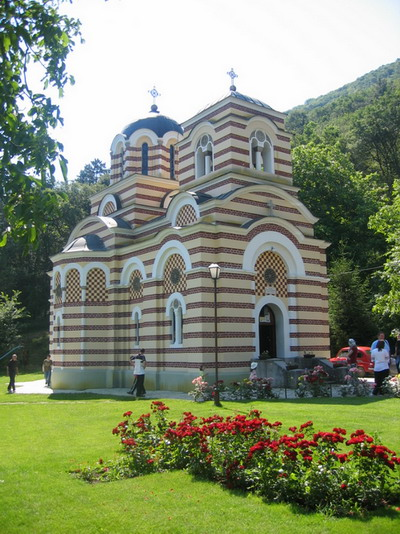
L'église orthodoxe serbe de Niška Banja.

Palilula
| - Berbatovo - Bubanj - Vukmanovo - Gabrovac - Gornje Međurovo - Deveti Maj - Donje Vlase - Donje Međurovo | - Krušce - Lalinac - Mramor - Mramorski Potok - Niš (partiellement) - Pasi Poljana - Suvi Do - Čokot |

Pantelej
| - Brenica - Vrelo - Gornja Vrežina - Gornji Matejevac - Donja Vrežina - Donji Matejevac - Jasenovik | - Kamenica - Knez Selo - Malča - Niš (partiellement) - Oreovac - Pasjača - Cerje |

Crveni krst
| - Berčinac - Vele Polje - Vrtište - Gornja Toponica - Gornja Trnava - Gornji Komren - Donja Toponica - Donja Trnava | - Donji Komren - Kravlje - Leskovik - Medoševac - Mezgraja - Miljkovac - Niš (partiellement) - Paligrace | - Paljina - Popovac - Rujnik - Sečanica - Supovac - Trupale - Hum - Čamurlija |

Niška Banja
| - Bancarevo - Gornja Studena - Donja Studena - Jelašnica - Koritnjak - Kunovica | - Lazarevo Selo - Manastir - Nikola Tesla - Niška Banja - Ostrovica - Prva Kutina | - Prosek - Ravni Do - Radikina Bara - Rautovo - Sićevo - Čukljenik |

## Démographie

### Nišintra muros

#### Évolution historique de la population
| 1841   | 1948   | 1953   | 1961   | 1971    | 1981    | 1991    | 2002    | 2011    |
| ------ | ------ | ------ | ------ | ------- | ------- | ------- | ------- | ------- |
| 25 000 | 49 332 | 58 656 | 81 250 | 127 654 | 161 376 | 175 391 | 173 724 | 177 972 |

|  |

## Religion
Sur le plan religieux, le territoire de la ville de Niš est essentiellement peuplé de Serbes orthodoxes. La ville et sa région relèvent de l'éparchie de Niš (en serbe cyrillique : Епархија нишка), qui a son siège dans la ville intra muros.

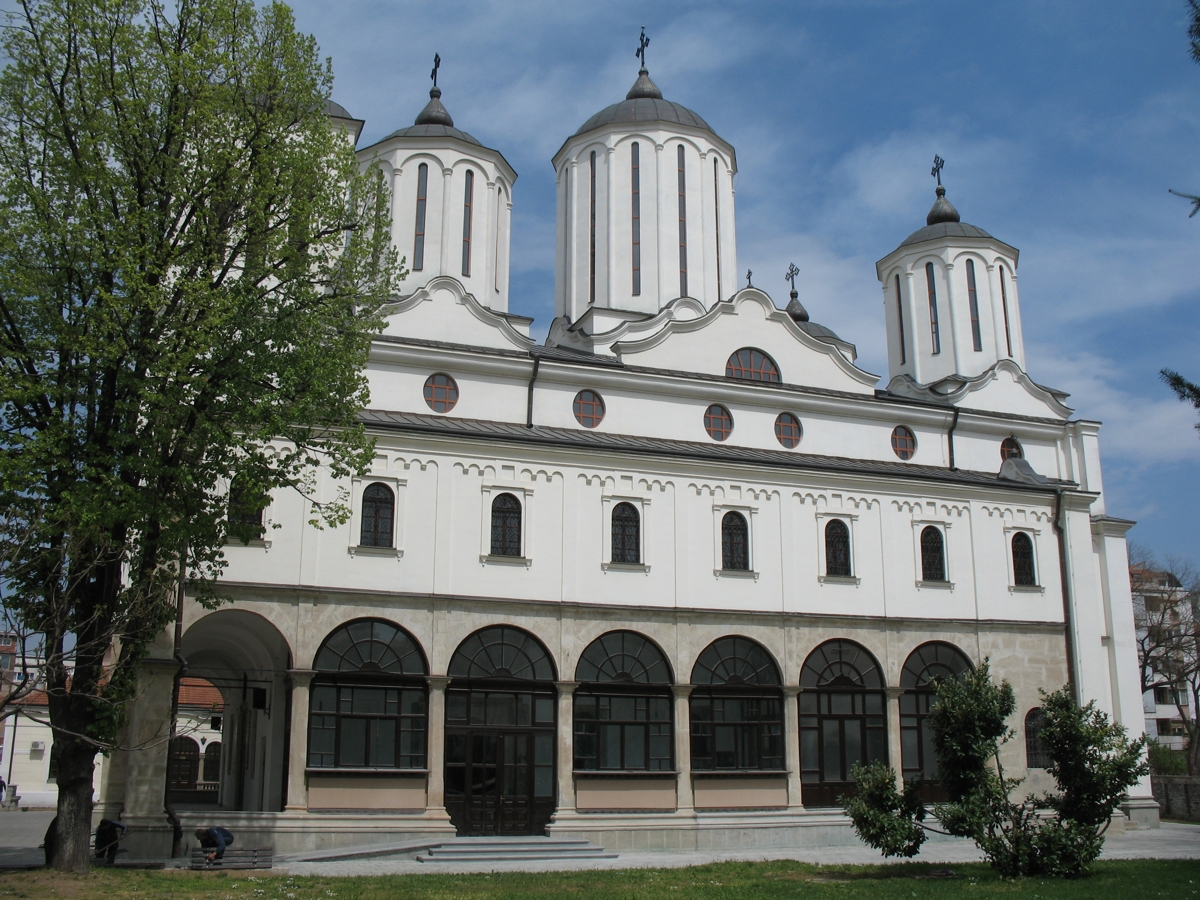
La cathédrale orthodoxe de la Sainte-Trinité à Niš.

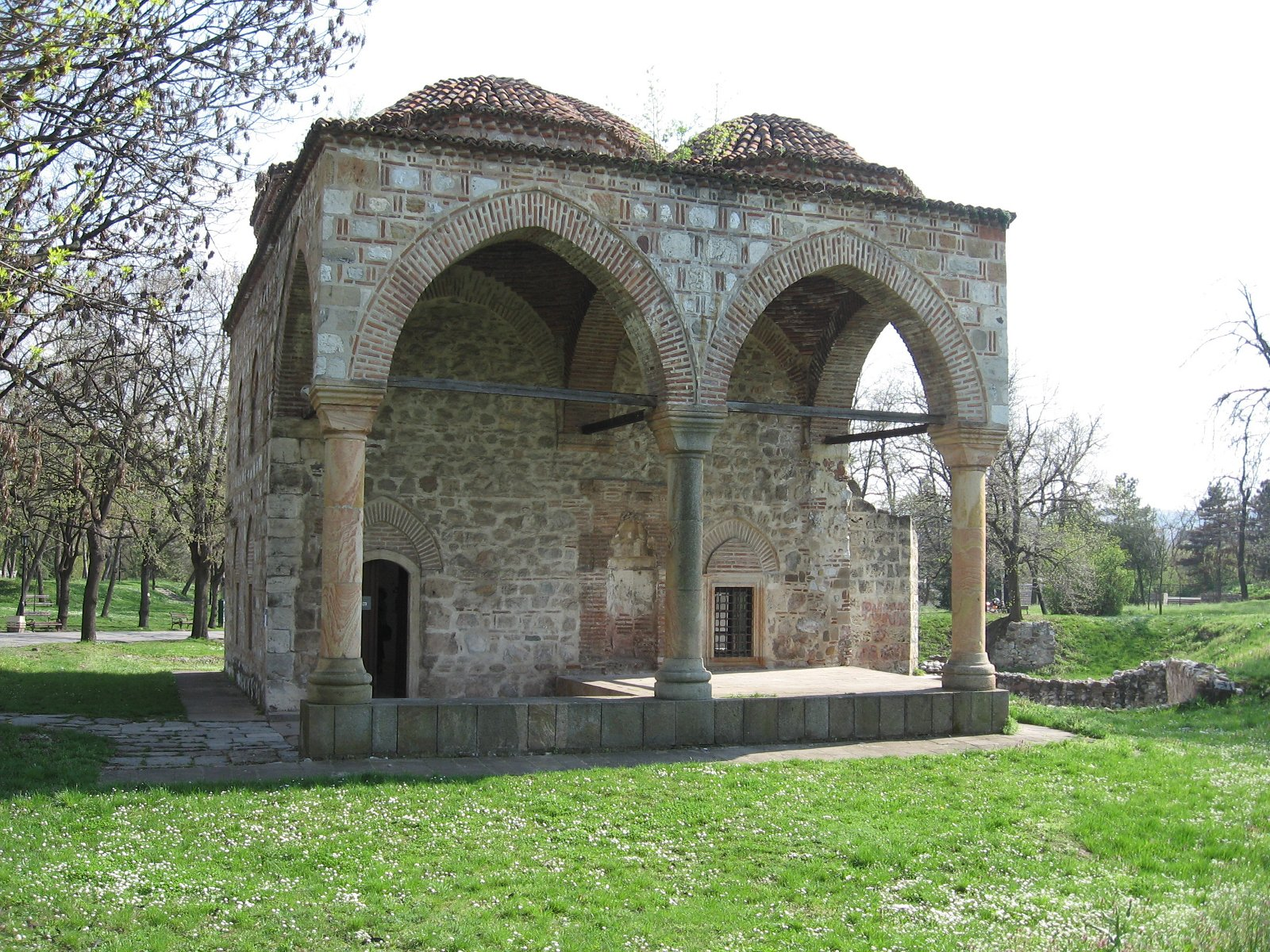
La mosquée de Bali-beg, construite en 1521-1523.
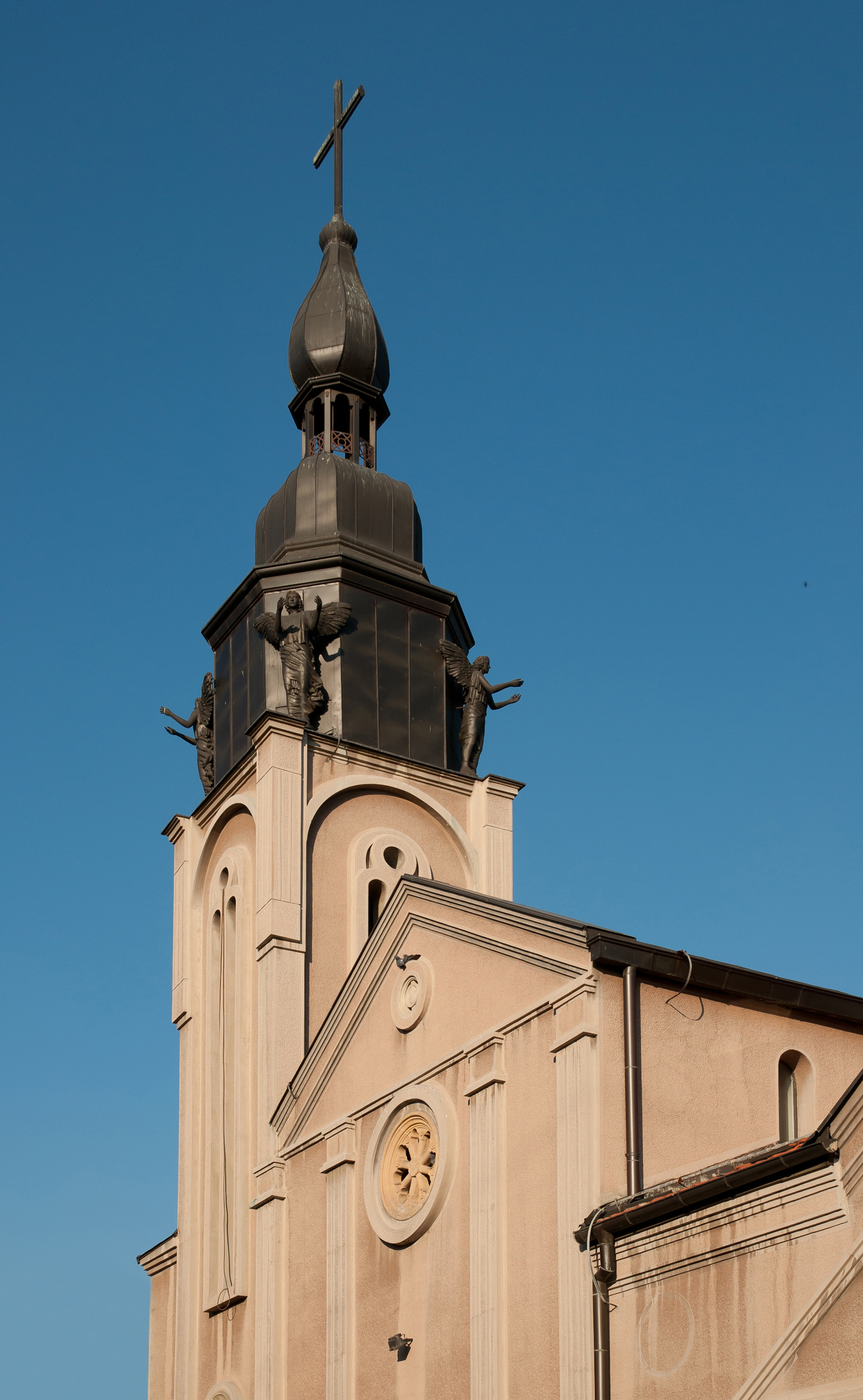
L'église catholique du Sacré-Cœur.
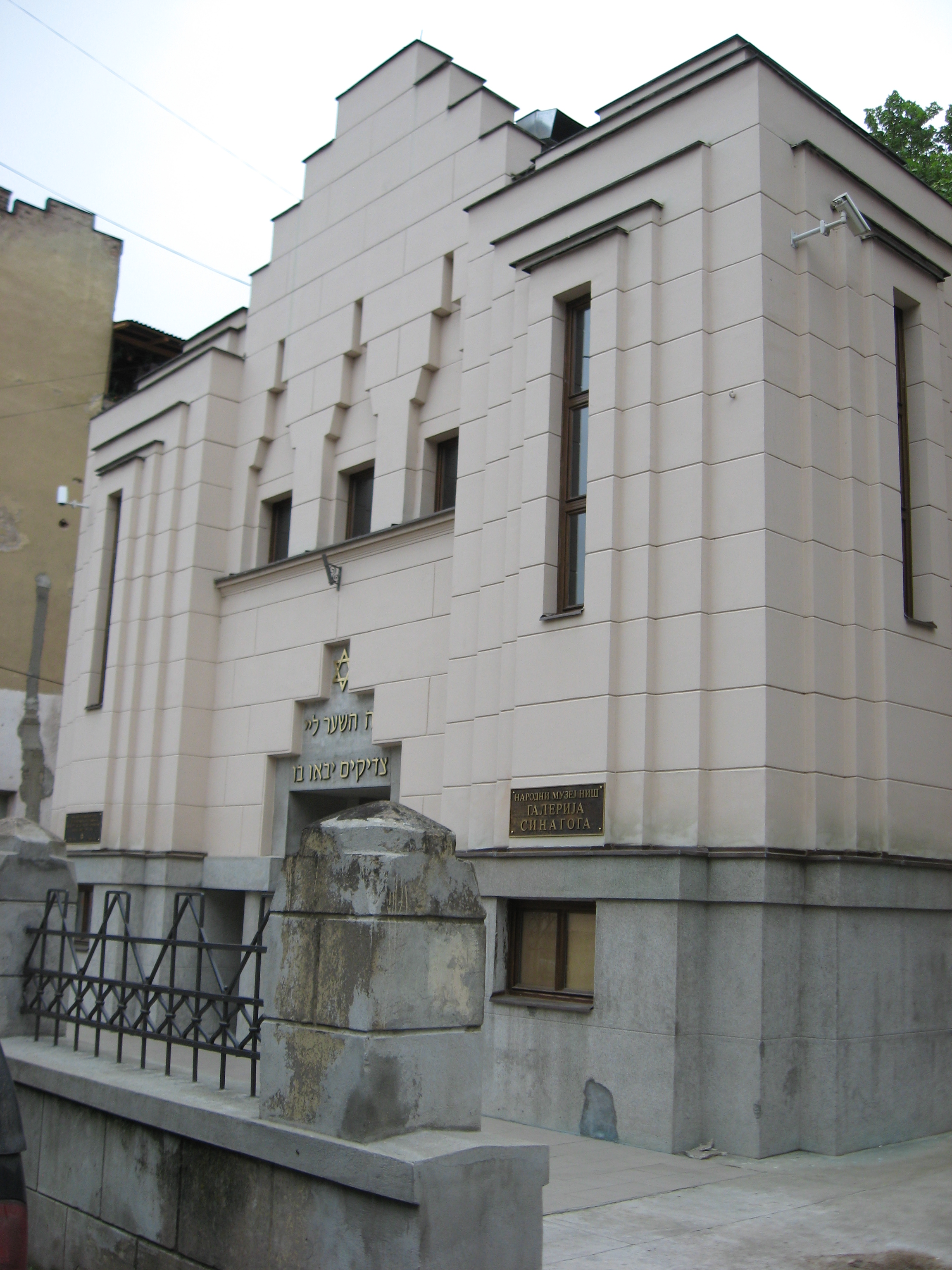
La synagogue de Niš, construite en 1925.

## Politique

### Élections locales de 2004
À la suite des élections locales serbes de 2004, les 61 sièges de l'assemblée municipale se répartissent de la manière suivante :
| Parti                        | Sièges |
| ---------------------------- | ------ |
| Parti démocratique           | 18     |
| Parti radical serbe          | 12     |
| Parti démocratique de Serbie | 8      |
| G17 Plus                     | 7      |
| Mouvement Force de la Serbie | 7      |
| Parti socialiste de Serbie   | 5      |
| Nouvelle Serbie              | 4      |

Smiljko Kostić, membre du parti Nouvelle Serbie, est élu maire de la ville de Niš.

### Élections locales de 2008
À la suite des élections locales serbes de 2008, les 61 sièges de l'assemblée municipale de Niš se répartissent de la manière suivante :
| Parti                                | Sièges |
| ------------------------------------ | ------ |
| Pour une Serbie européenne           | 18     |
| Parti radical serbe                  | 18     |
| G17 Plus                             | 7      |
| Parti socialiste de Serbie et alliés | 7      |
| Parti démocratique de Serbie         | 5      |
| Parti libéral-démocrate              | 4      |
| Nouvelle Serbie                      | 2      |

Miloš Simonović, membre du Parti démocrate du président Boris Tadić, est élu maire (gradonačelnik) de la ville de Niš.

## Architecture

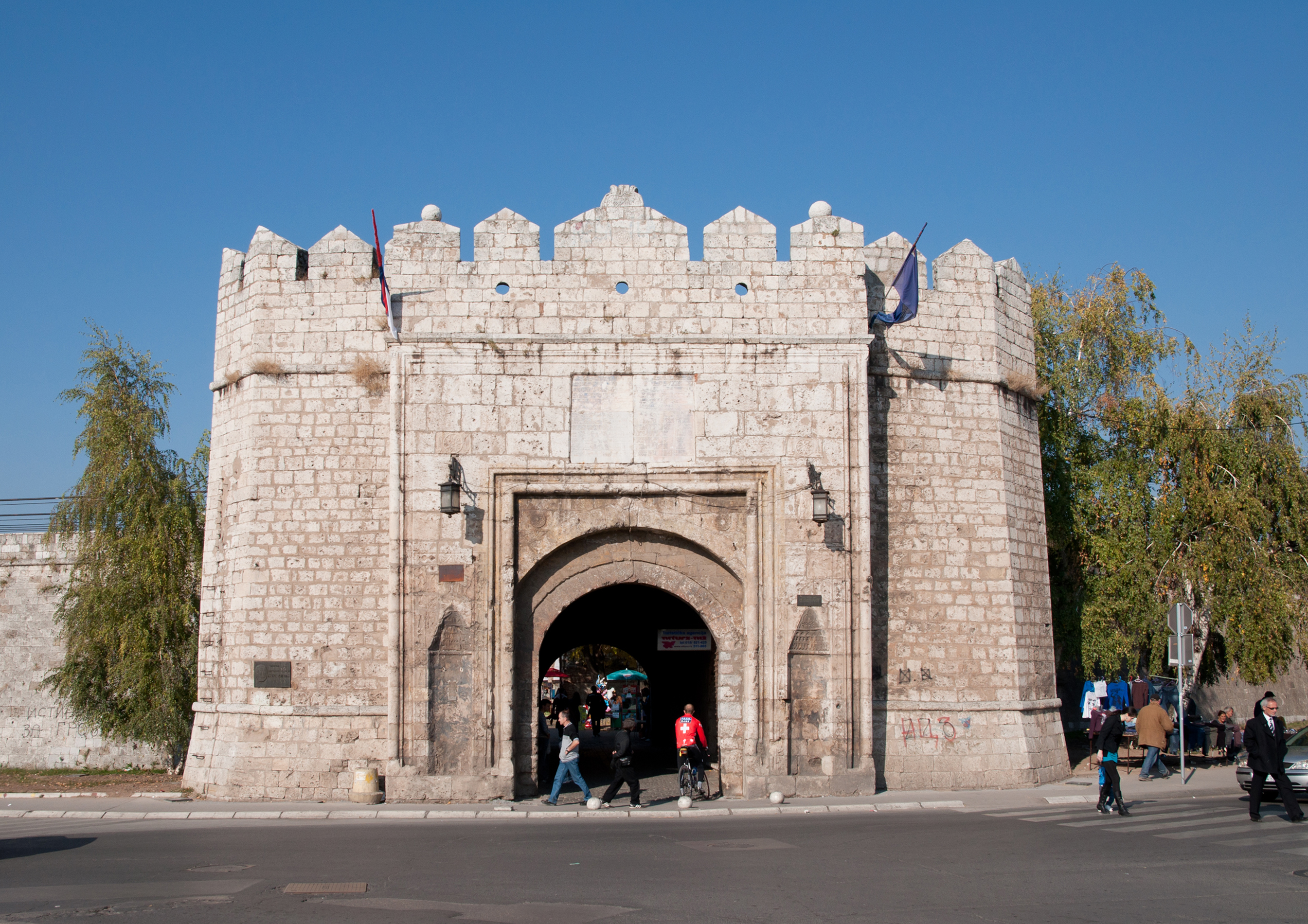
L'entrée principale de la forteresse de Niš.

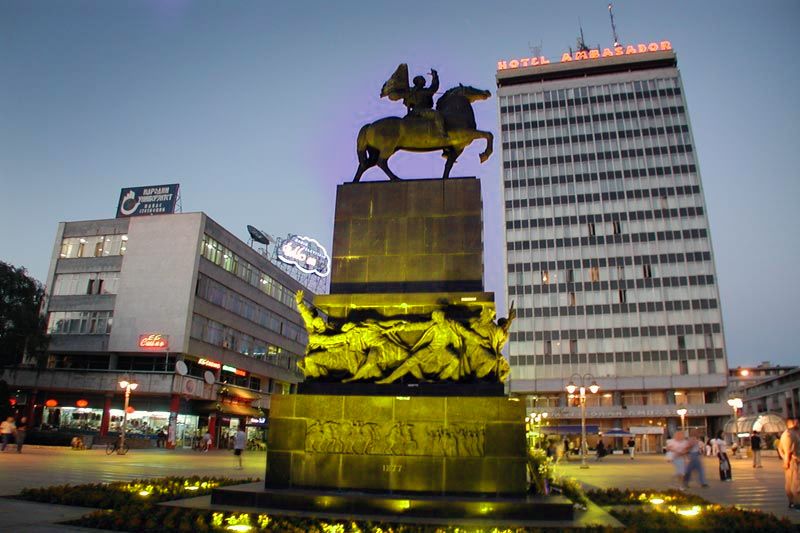
Le centre-ville de Niš de nuit, avec lAmbasador Hotel représentatif de l'architecture titiste.

Plusieurs fois soumise aux destructions de la guerre, la ville de Niš conserve néanmoins un certain nombre de rues et de bâtiments anciens. L'architecture ottomane est représentée par la forteresse de Niš, dont le système défensif, partiellement conservé, date des années 1719 à 1723 ; mais à l'intérieur se trouvent des édifices plus anciens, notamment un hammam construit au XVe siècle, aujourd'hui transformé en restaurant, et la mosquée Bali-bey, construite entre 1521 et 1523 et qui abrite aujourd'hui une galerie d'art. De la période ottomane, on voir encore l'« allée des rétameurs », (en serbe Kanzandžijsko sokače et Канзанџијско сокаче), dont beaucoup de maisons remontent au XVIIIe siècle, ou encore la maison de la famille Stambolija, commencée en 1875 et caractéristique du style balkanique.

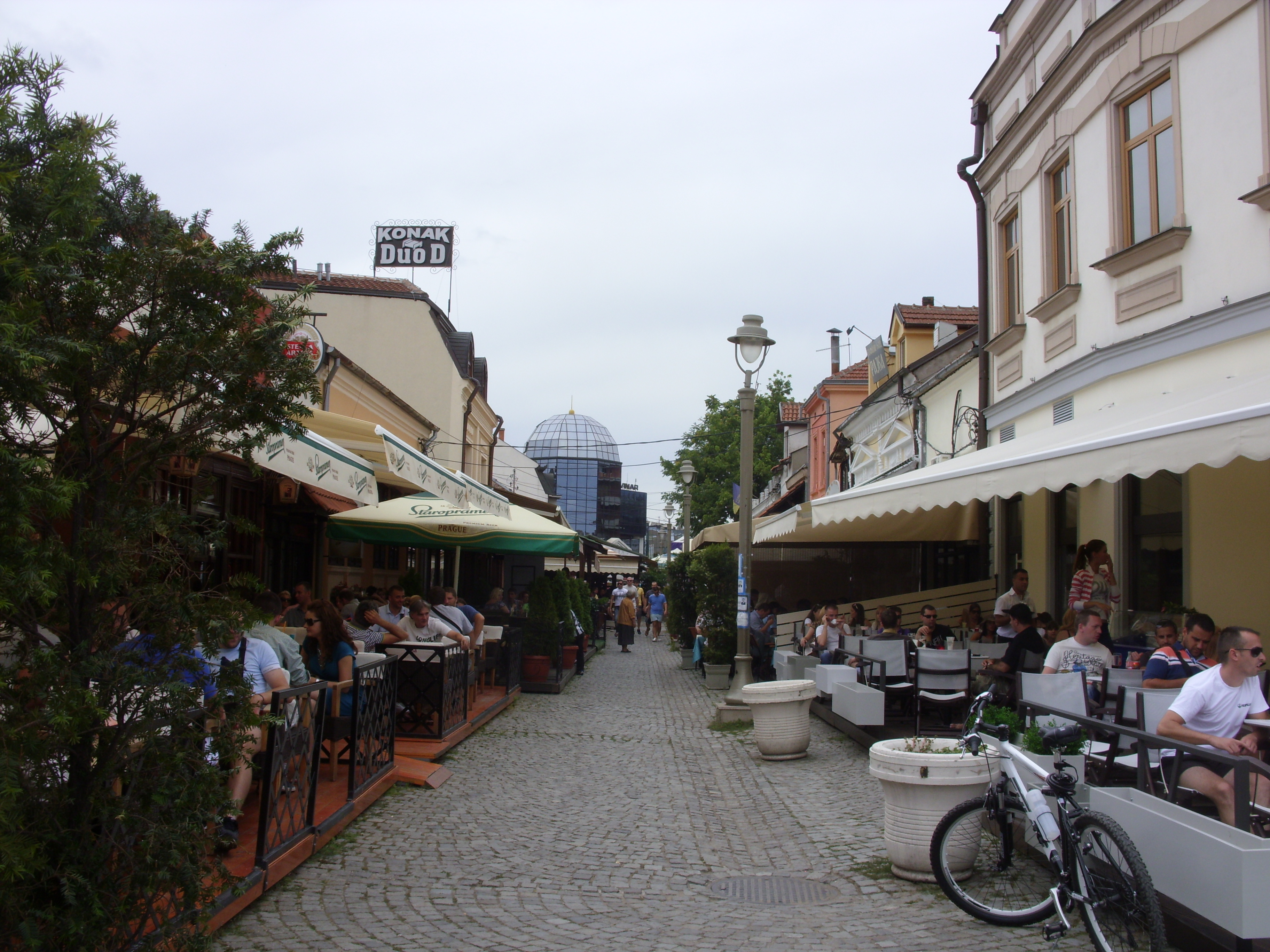
L'allée des rétameurs.

La fin du XIXe siècle et le début du XXe siècle marquent une rupture architecturale, voulue par les princes puis les rois de la Serbie indépendante. Cette période se caractérise par une occidentalisation des constructions, avec une prépondérance des styles néo-classique et néo-baroque, parfois mêlés dans le même édifice. De la fin du XIXe siècle datent, par exemple, la Banovina de Niš, construite en 1886 et dont les bâtiments abritent aujourd'hui l'université de Niš et le musée national de Niš édifié en 1894. La première moitié du XXe siècle poursuit dans la même veine architecturale, avec des bâtiments officiels comme ceux de l'hôtel de ville, construit entre 1924 et 1926. Le style Art déco vient parfois moderniser la décoration de bâtiments comme ceux de la Poste centrale ou les façades de certains hôtels particuliers, comme celui du marchand Andon Andonović, construit en 1930.

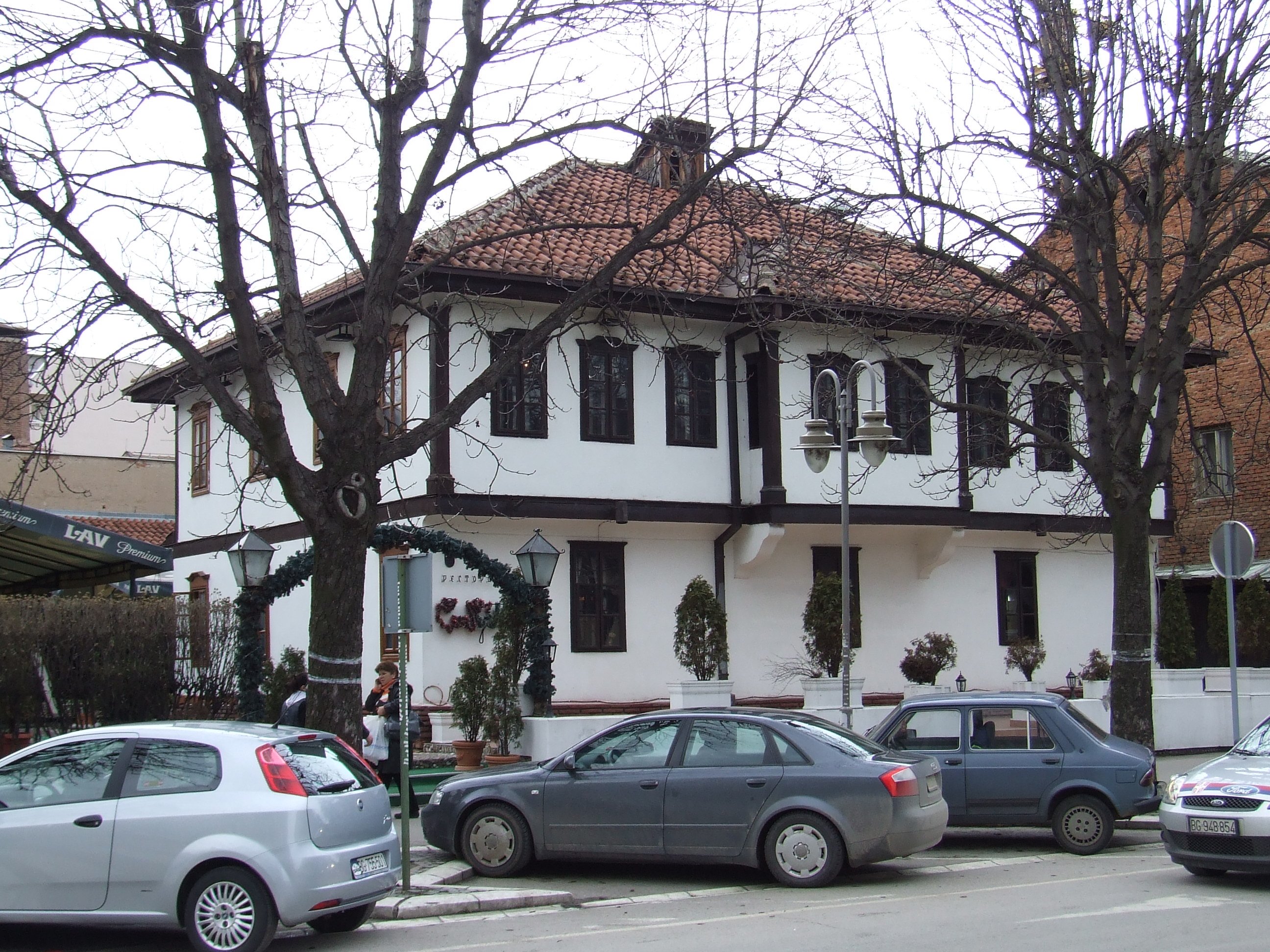
La maison de la famille Stambolija.

Reste que la ville de Niš conserve peu d'ensembles homogènes. La tendance a été d'intégrer le moderne, voire le contemporain, à des ensembles plus anciens. C'est le cas par exemple sur la Place de la Libération ou encore avec la construction de centres commerciaux en béton, verre et acier, insérés dans un tissu urbain ancien, comme c'est le cas du Dušanov bazar (Душанов базар), dans la rue Dušanova ou encore avec le centre Kalča, visible depuis la vieille allée des rétameurs.
À la périphérie du centre-ville, et dans ce qui était autrefois des campagnes, des quartiers entièrement modernes ont été construits dans la deuxième moitié du XXe siècle.
La ville de Niš possède des églises intéressantes sur le plan architectural. Parmi elles, on peut signaler l'église Saint-Nicolas, le Mali Saborni hram, l'église Saint-Pantaléon. Le village de Gornji Matejevac, près de Niš, possède une « église latine » qui remonte au XVIIe siècle. De nombreux monastères orthodoxes serbes se trouvent à proximité de la ville.

## Culture

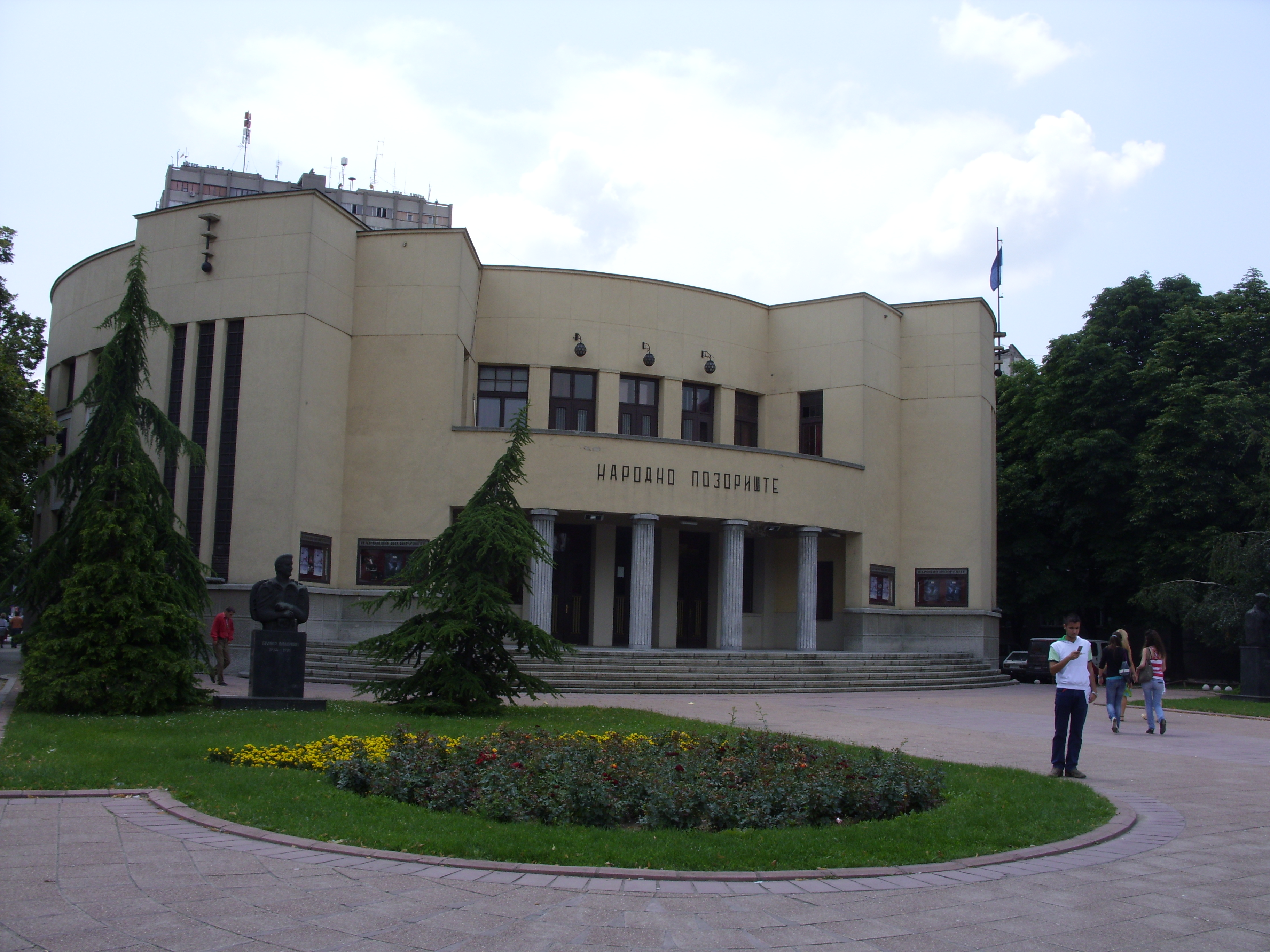
Le Théâtre national de Niš.

Niš est le centre culturel le plus important du sud-est de la Serbie. La ville possède un Théâtre national, fondé en 1887, qui est l'un des plus anciens théâtres du pays,, ainsi qu'un orchestre symphonique. La ville accueille aussi de nombreuses manifestations culturelles tout au long de l'année, comme le Festival du film, le Nišville Jazz Festival, le festival Nisomnia ou encore la Foire du livre.

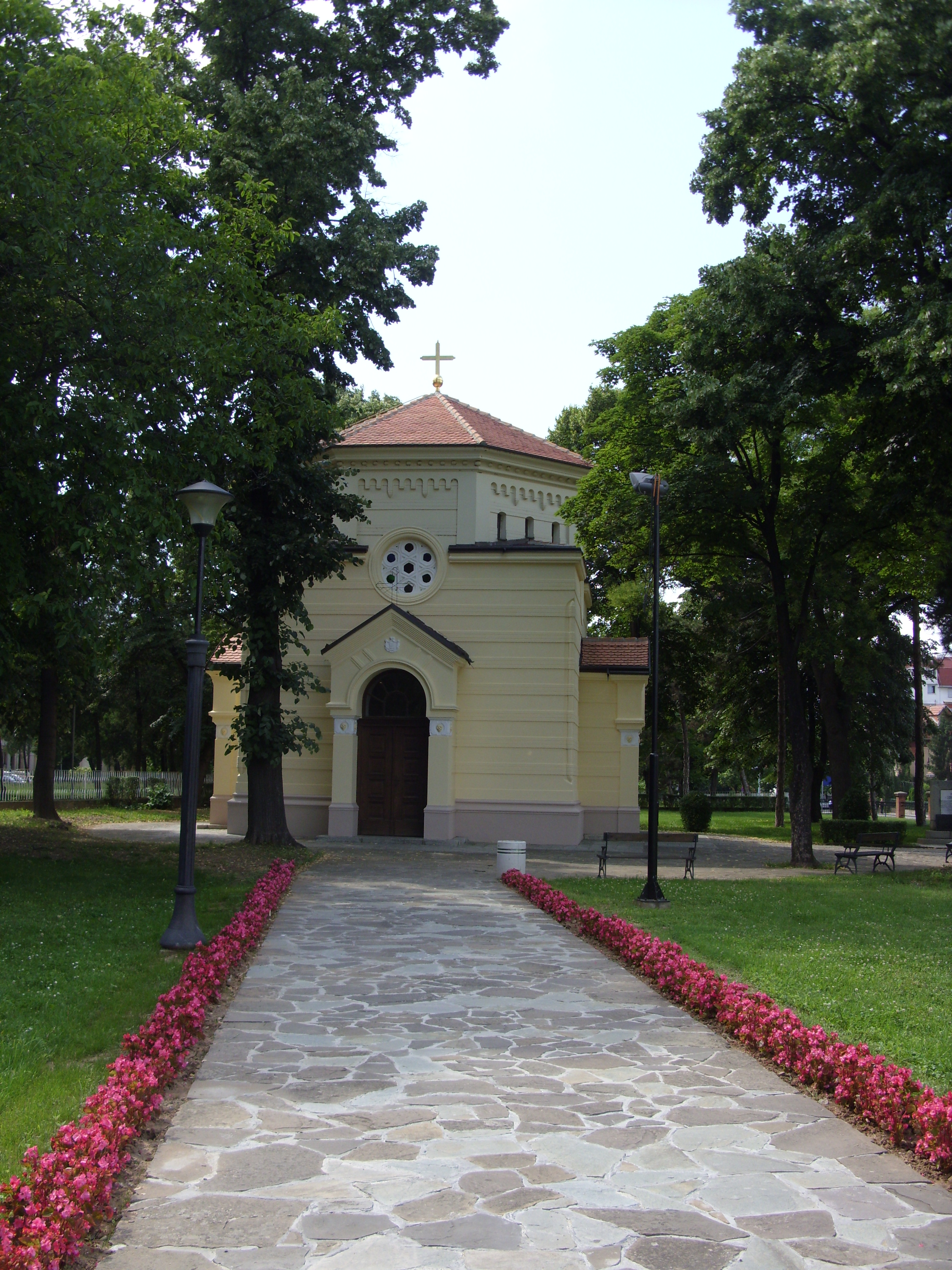
Tour des crânes.

Le musée national de Niš est créé en 1933 et rassemble environ 40 000 objets ; il abrite notamment d'importantes collections archéologiques datant de la Préhistoire ou des objets provenant du site romain de Mediana ; les périodes médiévales et modernes y sont également représentées. Dépendant du musée national, on peut aussi visiter les collections de souvenirs consacrées à la vie et à l'œuvre de l'écrivain Stevan Sremac et au poète Branko Miljković. En mai 2007, le musée national de Niš participe pour la première fois à la Nuit européenne des musées ; il participe également à cette manifestation en 2009.
D'autres musées, historiques, peuvent être visités comme ceux du site de Mediana, du mont Čegar ou de Ćele kula. L'ancien camp de concentration de Crveni Krst possède aussi un musée mémorial.
La ville de Niš dispose également d'une galerie d'art contemporain et d'un musée de la santé publique, situé dans l'Institut Pasteur de la ville.
Une antenne de l'Institut français de Serbie (précédemment Centre culturel français ou Francuski kulturni centar) est inaugurée le 16 avril 2003, grâce à l'appui de la municipalité. La ville abrite un American Corner qui a ouvert ses portes le 14 février 2003.

## Éducation
Vu l'importance de sa population, la ville de Niš compte un grand nombre d'établissements scolaires. Elle est dotée de 36 écoles élémentaires (en serbe : Osnova škola) et Основана школа) et 19 établissements d'études secondaires, parmi lesquels on peut citer le Lycée du 9 mai (Gimnazija 9. maj et гимназија 9. мај), le Lycée Svetozar Marković (Gimnazija Svetozar Marković et Гимназија Светозар Марковић, qui abrite une section bilingue francophone qui a obtenu le LabelFrancEducation) ou le Lycée Bora Stanković (Gimnazija Bora Stanković et Гимназија Бора Станковић). L'un des lycées les plus importants de la ville est le Lycée Stevan Sremac. Cet établissement, fondé en 1878, est un des plus anciens lycées de Serbie. L'écrivain Stevan Sremac y a enseigné la littérature pendant onze ans et il compte actuellement plus de 800 élèves.
L'université de Niš, fondée en 1965, est divisée en 13 Facultés. Elle compte quelque 1 410 enseignants, qui forment plus de 27 000 étudiants. Depuis sa fondation, elle a déjà délivré environ 41 000 diplômes, dont 1 869 masters et 1 085 doctorats. Elle est depuis 2016 affiliée à l'Agence universitaire de la Francophonie.

## Sport

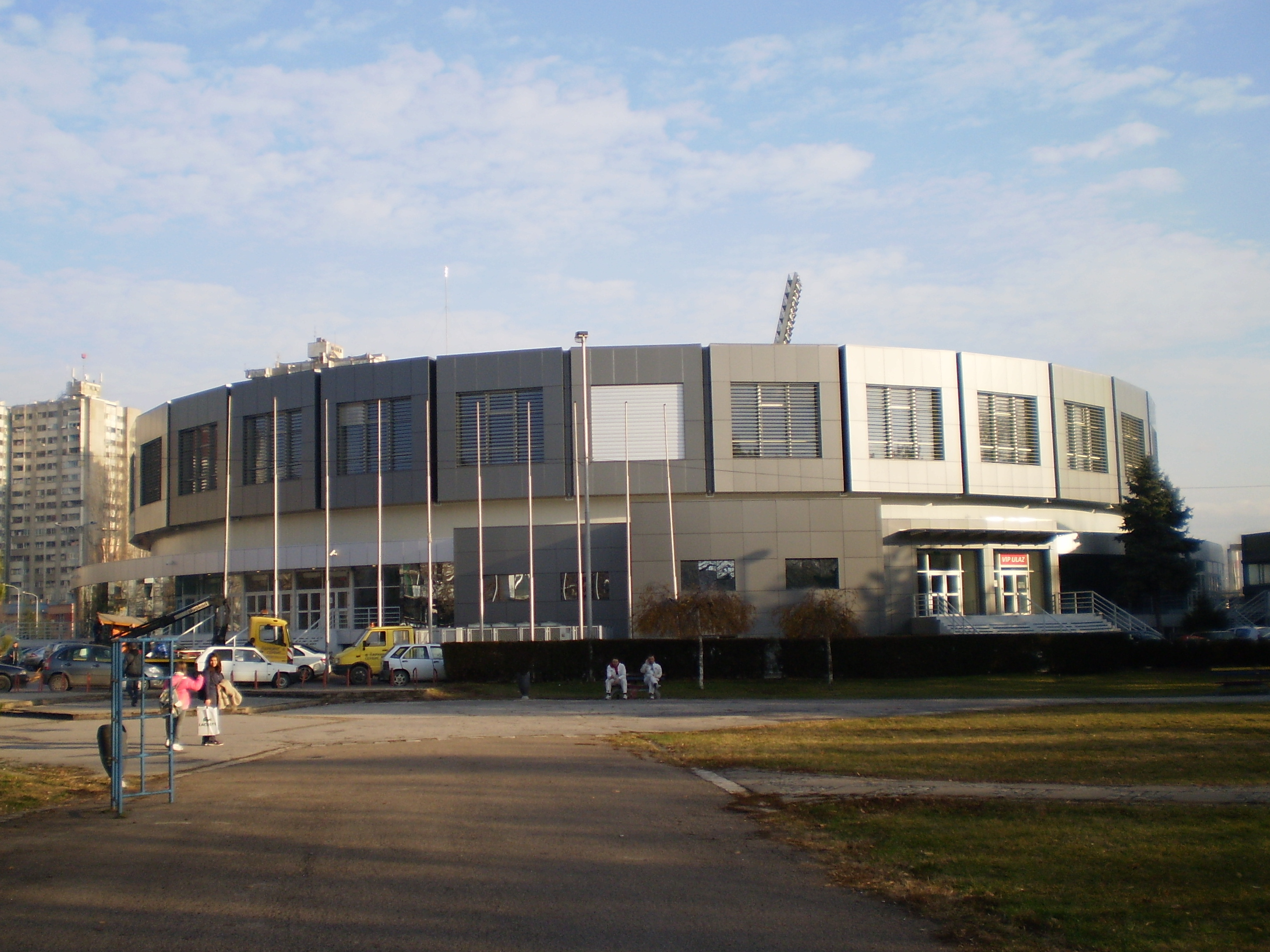
Le Sportski centar Čair.

Niš possède de nombreux clubs sportifs. Parmi les clubs de football, on peut citer le FK Radnički Niš, créé en 1923, et le FK Železničar Niš ; le club de basket-ball KK Konstantin compte parmi les plus importants du pays. La ville compte aussi de nombreuses installations sportives, comme le Stadion Železničara (en cyrillique : Стадион Железничара) ou encore le complexe sportif du Sportski centar Čair (en cyrillique : Спортски центар Чаир), qui comprend notamment une salle omnisports, un stade et une piscine.

## Économie
La ville est un des centres industriels les plus importants de la Serbie. L'usine de tabac de Niš, Philip Morris Operations Niš, a été fondée en 1889 et ses bâtiments sont installés sur le territoire de l'actuelle municipalité de Crveni krst. En 1995, elle est complétée par un institut de recherche scientifique, destiné à sélectionner les meilleurs tabacs et à créer de nouveaux produits. En août 2003, à la suite de sa privatisation, l'usine est rachetée par la firme Philip Morris International qui y a investi 580 millions d'euros et qui, en 2007, détient 80 % de son capital ; en 2006, Philip Morris se situe à la 1re place dans la liste des 100 entreprises les plus rentables de Serbie ; elle réalise alors un profit net de 61 millions d'euros.
Niš possède également une importante entreprise de travaux publics appelée Građevinar ; créée en 1961 sous le nom de Grapon, elle a construit des immeubles d'habitation, des centres commerciaux, des hôtels, des banques et toute sorte d'autres bâtiments en Serbie mais aussi en Bulgarie, en Russie, en Israël, en Jordanie et dans les Émirats arabes unis. Niskogradnja Niš travaille dans la construction, la reconstruction et l'entretien de la voirie (route, rue, etc.).

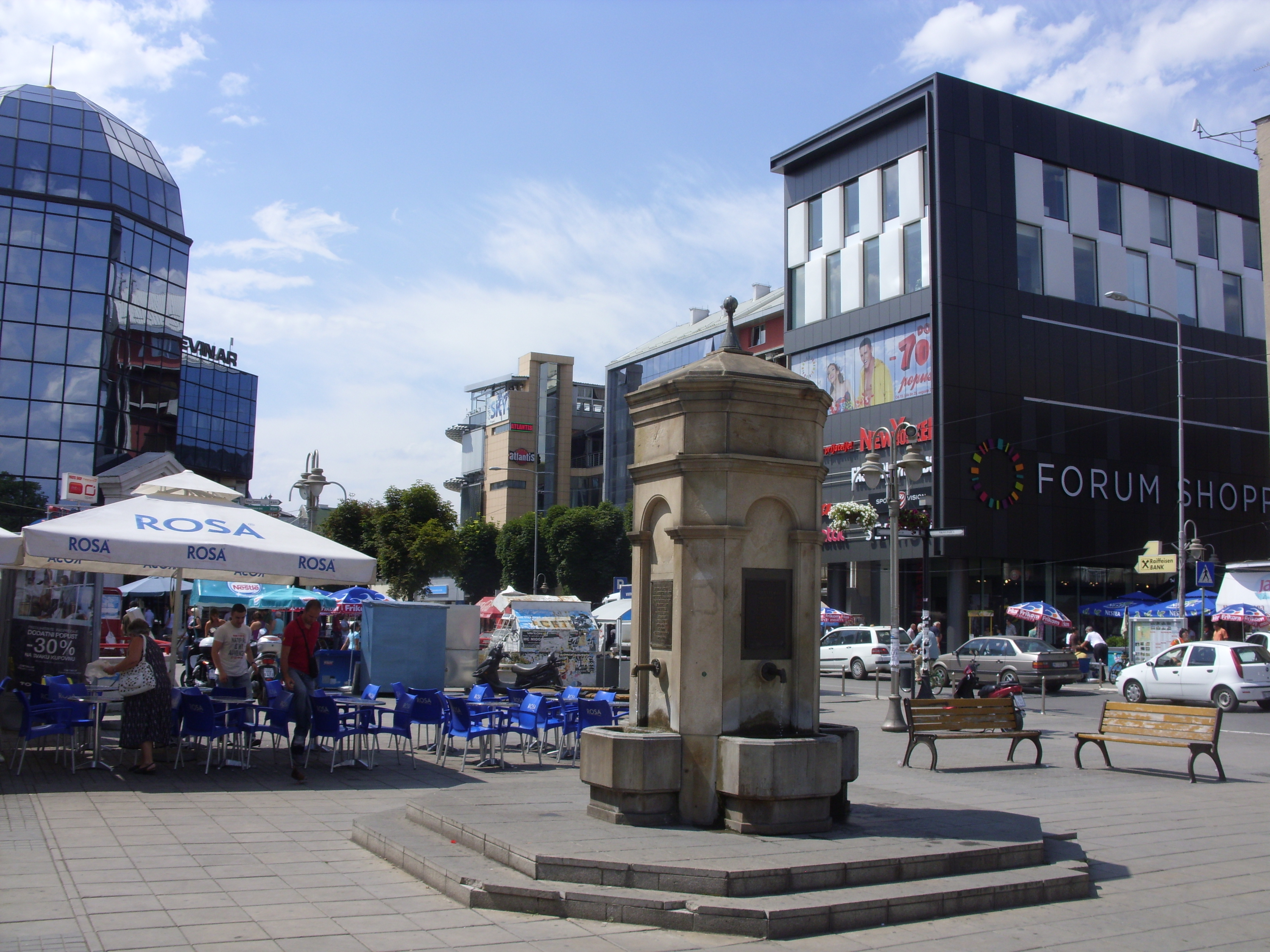
Le centre commerçant de Niš.

Parmi les autres industries de la ville, on peut citer la société Vukan, créée en 1937, spécialisée dans le travail du caoutchouc, avec ses applications dans l'industrie minière et les entreprises de travaux publics (engins de transport, grues etc.). La société NISSAL Niš produit des outils et retraite les déchets industriels. L'usine Jastrebac Niš, fondée en 1910, est spécialisée dans la fabrication de pompes mécaniques, tandis que la société MIN, fondée en 1884, produit des machines et toutes sortes d'équipements pour l'industrie chimique et pétrochimique, pour l'industrie minière, la métallurgie, le transport ferroviaire, etc. La ville dispose également d'une importante industrie électronique, avec la société Elektronska Industrija Niš. L'industrie textile est représentée avec la société Nitex, fondée en 1897 par l'entrepreneur Mita Ristić et ses fils ; en 2006 Nitex est rachetée par l'homme d'affaires d'origine monténégrine Đorđije Nicović. Niš dispose aussi d'une industrie agro-alimentaire : la société Žitopek Niš, spécialisée dans la boulangerie industrielle, créée le 3 mars 1947 par 17 boulangers de la ville qui décident d'unir leurs activités. La brasserie Pivara de Niš produit de la bière, mais aussi des boissons non alcoolisées ; elle a été fondée en 1884 par un certain Jovan Apel.
Sur le plan financier, la ville de Niš accueille le siège social de la banque AIK banka Niš.
Niš offre également d'importantes structures pour le commerce. Le centre commercial Kalča, construction en verre et en acier, couvre une superficie de 32 000 m2, répartie sur plusieurs niveaux ; située au centre-ville, non loin du Kanzandžijsko sokače (en cyrillique : Канзанџијско сокаче, l'« allée des rétameurs »), la rue la plus ancienne de Niš, est un endroit particulièrement fréquenté par les habitants.

## Tourisme

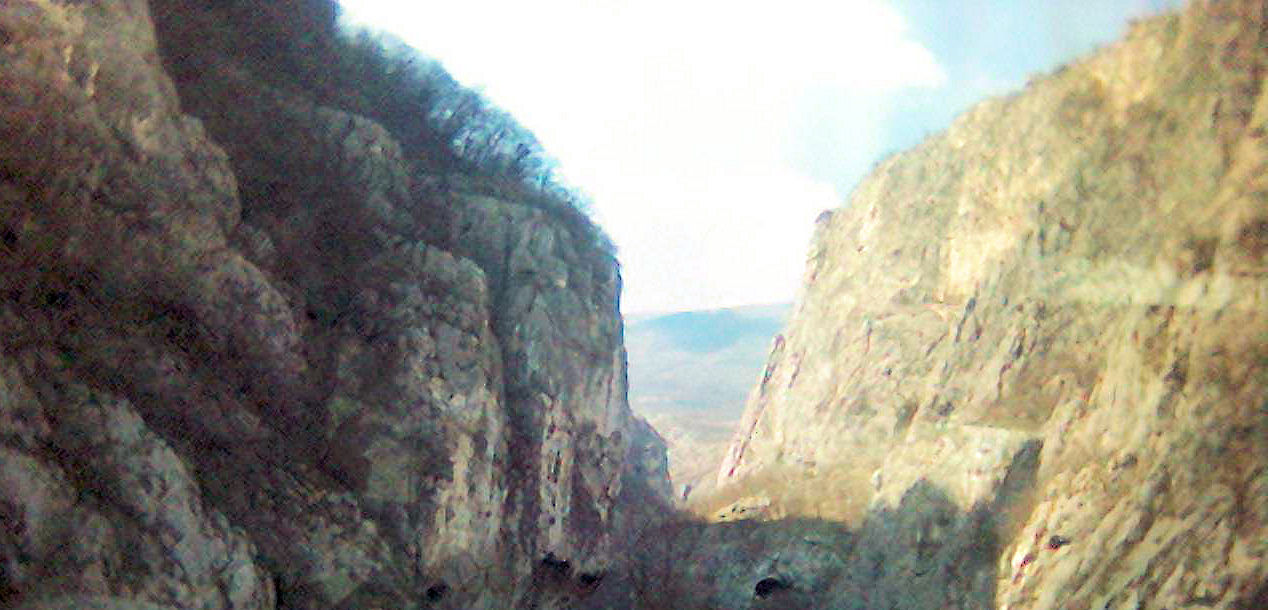
La gorge de Sićevo.

Outre les sites historiques de Mediana, de la forteresse de Niš, de Ćele kula, du mont Čegar ou du camp de concentration de Crveni krst, les amateurs d'architecture ou de musées peuvent visiter la ville de Niš ou la localité voisine de Niška Banja, qui conserve des villas datant de la fin du XIXe siècle et de la première moitié du XXe siècle. Niš offre aux touristes un grand nombre de cafés ou de restaurants, notamment près de la forteresse ou dans l'allée des rétameurs.
Les environs de la ville offrent en plus aux visiteurs un certain nombre de sites naturels, propices à la randonnée ou à la promenade. Parmi ceux-ci, on peut signaler la gorge de Sićevo (en serbe : Сићевачка клисура ou Sićevačka klisura), creusée dans la montagne par la rivière Nišava, qui s'étend sur 17 km entre Niška Banja et Bela Palanka. La chaîne montagneuse de la Suva planina, qui s'étire au sud-est de la ville de Niš jusque dans les environs de Babušnica, avec les monts Sokolov kamen ou Tren, offre des possibilités d'ascension aux amateurs d'alpinisme, y compris en hiver. Les grottes de Cerjanska, à 14 km au nord de Niš, près du village de Cerje, constituent un centre d'excursion apprécié des touristes.

## Médias
Plusieurs stations de radio et plusieurs chaînes de télévision émettent depuis la ville de Niš. Parmi celles-ci, on peut citer : RTV 5, RTV Belle Amie, Niška Televizija, RTV Banker ou City radio. Niš possède également une chaîne de radio et de télévision nommée RTV Nišava, qui émet en roumain.
Parmi les journaux locaux, on peut signaler les Narodne Novine.

## Transports

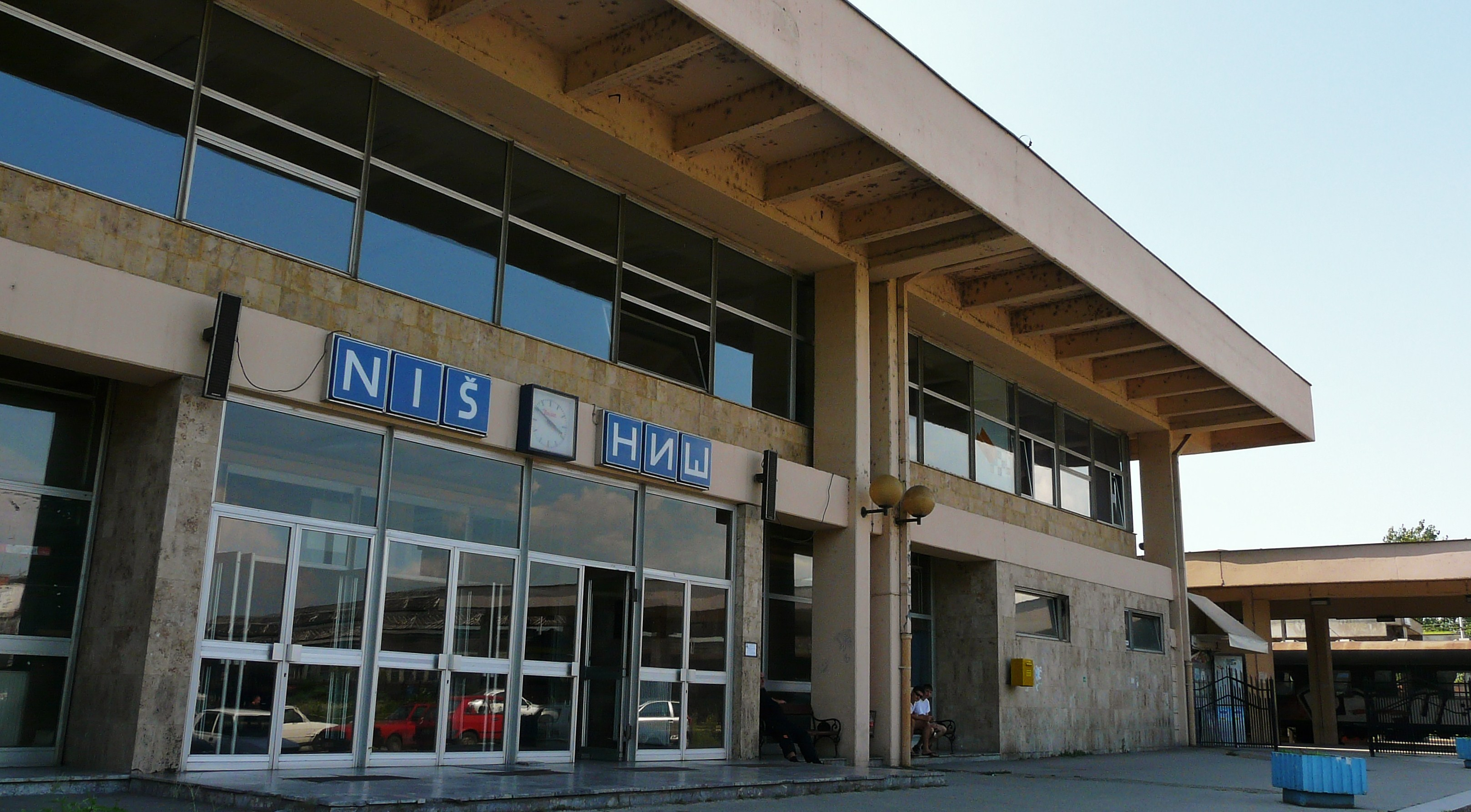
La gare ferroviaire de Niš.

En tant que centre économique, culturel et administratif du sud-est de la Serbie, Niš bénéficie d'une position privilégiée sur le plan des transports. La ville est située au centre d'un important réseau routier et autoroutier : elle se trouve sur l'autoroute serbe A1 (route européenne E75, qui relie Vardø (en Norvège) à Athènes) ; en Serbie, en direction du nord, elle est ainsi directement connectée à Belgrade, la capitale du pays, et, au-delà, à Novi Sad et Subotica et, en direction du sud, à Leskovac et à Vranje. Elle se situe aussi sur l'autoroute serbe A4 (E80, qui va de Lisbonne jusqu'en Turquie) ; cette route relie Niš à Pristina et à Kosovska Mitrovica, en direction de l'ouest, et, en direction de l'est, à Pirot, à Dimitrovgrad et, au-delà, à Sofia. Elle est également un point d'aboutissement de la route européenne E771, qui mène, vers le nord-est, à Zaječar et à Negotin et, au-delà, à la route européenne E70, qui partant de La Corogne mène jusqu'à Poti (en Géorgie). De ce fait, Niš possède une importante gare routière.
Carrefour routier, Niš constitue également un important nœud ferroviaire, notamment avec des trains pour Belgrade, Skopje, Salonique et Sofia. La ville possède aussi un aéroport international, l'aéroport Constantin-le-Grand de Niš, dont le code est INI ; il assure des liaisons avec Malmö, Mulhouse (Bâle), Vienne, Memmingen (Munich), Dortmund, Berlin (Schönefeld), Milan (Bergame), Bratislava, Düsseldorf, et Stockholm-Skavsta.
La ville de Niš elle-même est parcourue par 13 lignes de bus. La ligne 1, par exemple, conduit du centre jusqu'à la station thermale de Niška Banja.

## Personnalités
Les personnalités suivantes sont associées à la ville de Niš et aux localités alentour, qu'elles y soient nées ou qu'elles y aient résidé :
- Nemanja Radulović, violoniste franco-serbe né le 18 octobre 1985 à Niš en Serbie.
- Dragan Stojković, joueur de football, né à Niš en 1965.
- Nikola Karabatic, joueur de handball français, né à Niš en 1984.
- Šaban Bajramović, (1936-2008), chanteur et compositeur, né à Niš.
- Constantin Ier, empereur romain, (272-337), né à Naissus en 272.
- Dobrica Milutinović, (1880-1956), un acteur serbe qui a été reconnu comme un des plus grands tragédiens de son temps.
- Dragiša Cvetković,(1893-1969), Premier ministre du royaume de Yougoslavie entre 1939 et 1941.
- Branko Miljković, (1934-1961), poète.
- Ivan Miljković, né à Niš en 1979, joueur de volley-ball.
- Violeta Miljković, née à Niš en 1974, chanteuse serbe.
- Dragan Pantelić, né en 1951, joueur de football, gardien de but ; il a joué à Niš entre 1971 et 1981. Président du FK Radnički Niš.
- Goran Paskaljević, né en 1947, cinéaste ; il a été élevé à Niš par ses grands-parents.
- Dejan Petković, né en 1972, joueur de football ; il a commencé sa carrière (1988-1991) au FK Radnički Niš.
- Bojana Popović, joueuse de handball monténégrine parmi les meilleures au monde, née à Niš en 1979.
- Dušan Radović, (1922-1984), journaliste et écrivain, né à Niš en 1922.
- Stevan Sinđelić, voïvode ; (1770-1809), il est mort en 1809 en défendant Niš contre l'Empire ottoman.
- Stevan Sremac, (1855-1906), écrivain serbe qui est venu à Niš peu après que la ville fut libérée des Ottomans ; il a décrit la vie de l'ancien Niš (Ivkova slava, Zona Zamfirova).
- Dejan Stefanović, joueur de football, né à Niš en 1974.
- Zoran Živković, joueur de handball et entraîneur, né à Niš en 1945.
- Zoran Ćirić, écrivain, né à Niš en 1962 ; il a reçu le prix NIN en 2001 pour son roman Hobo.
- Zoran Živković, homme politique né à Niš en 1960 ; il est devenu Premier ministre de Serbie après l'assassinat de Zoran Đinđić.
- Jovan Milic, humanitaire, figure publique 1996.
- Ninoslav Radovanović, né en 1940, spécialiste de chirurgie cardiaque et académicien.
- Mirjana Stefanović (1939-2021), écrivaine serbe.

## Coopération internationale
Niš est jumelée avec les villes suivantes :
| - Beer-Sheva (Israël) depuis 1990 - Veliko Tarnovo (Bulgarie) depuis 1996 - Glyfáda (Grèce) depuis 1999 - Košice (Slovaquie) depuis 2001 | - Koursk (Russie) depuis 2005 - Edirne (Turquie) depuis 2007 - Aarhus (Danemark) depuis 2009 |

La ville a signé des accords d'amitié avec les villes suivantes :
| - Sparte (Grèce) depuis 1996 - Kassándria (Grèce) depuis 1996 - Alimos (Grèce) (Grèce) depuis 1999 - Maroussi (Grèce) depuis 1999 | - Thessalonique (Grèce) depuis 2000 - Columbus (États-Unis) depuis 2000 - Vienne (Autriche) depuis 2004 - Koursk (Russie) depuis 2005 |

Elle a également signé des accords de coopération avec les villes suivantes :
| - Stathelle (Norvège) depuis 1986 - Bad Homburg (Allemagne) depuis 1999 - Vienne (Autriche) depuis 2004 - Graz (Autriche) depuis 2004 | - Koursk (Russie) depuis 2006 - Aarhus (Danemark) depuis 2009 - Ljubljana (Slovénie) depuis 2010 |

## Images de Niš

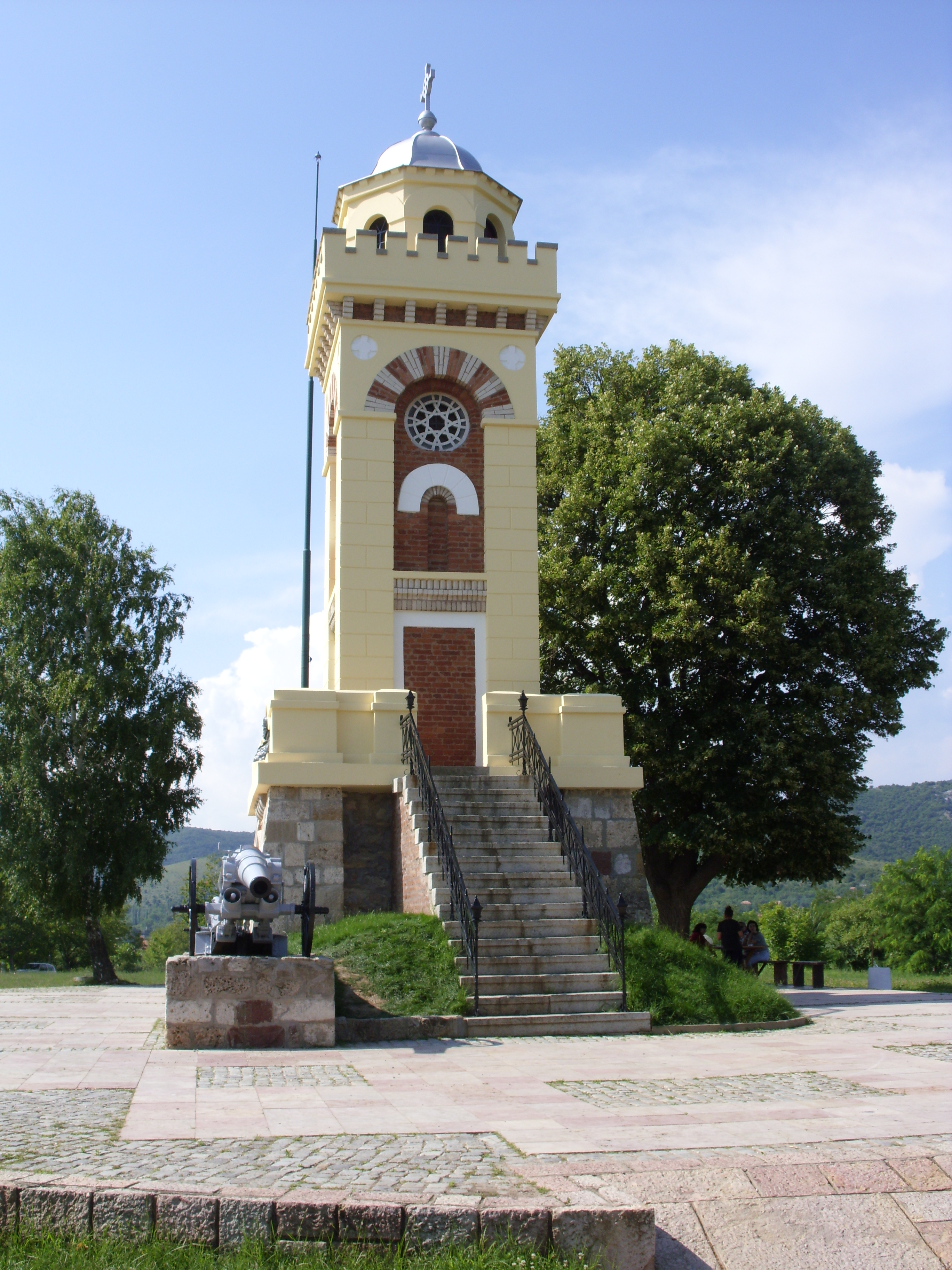
Monument de Cegar (1809).
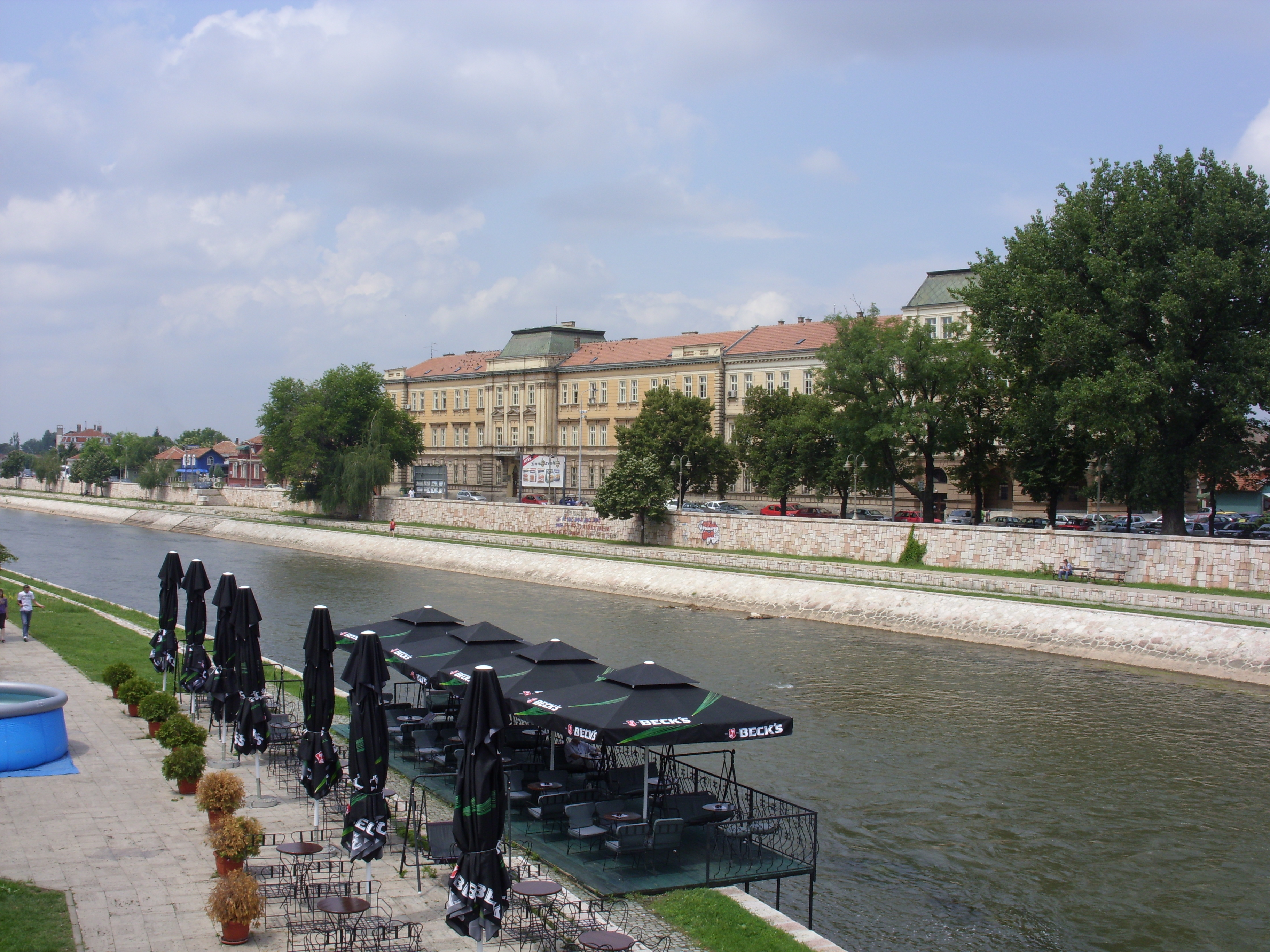
Université de Niš.
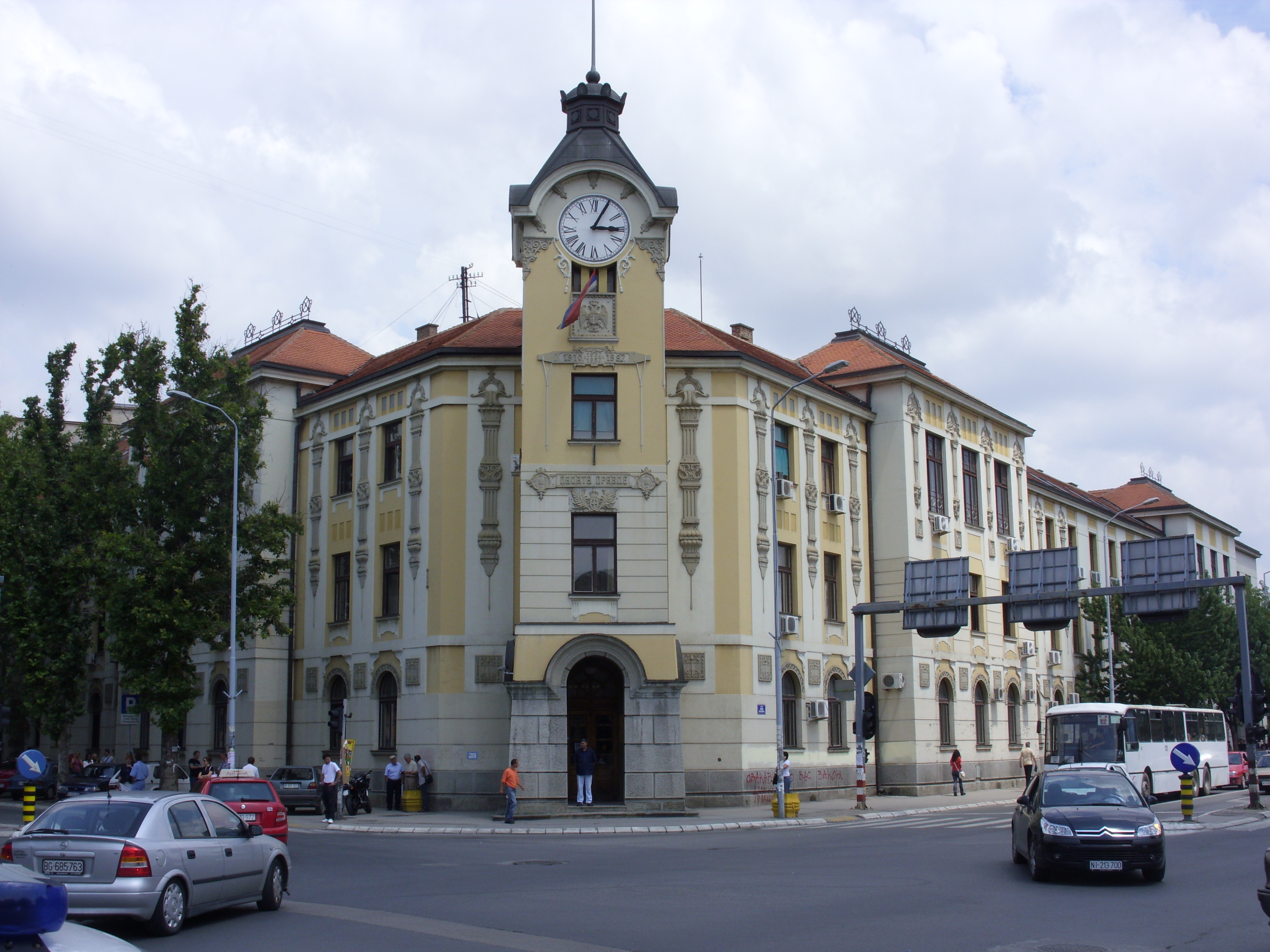
Palais de justice.
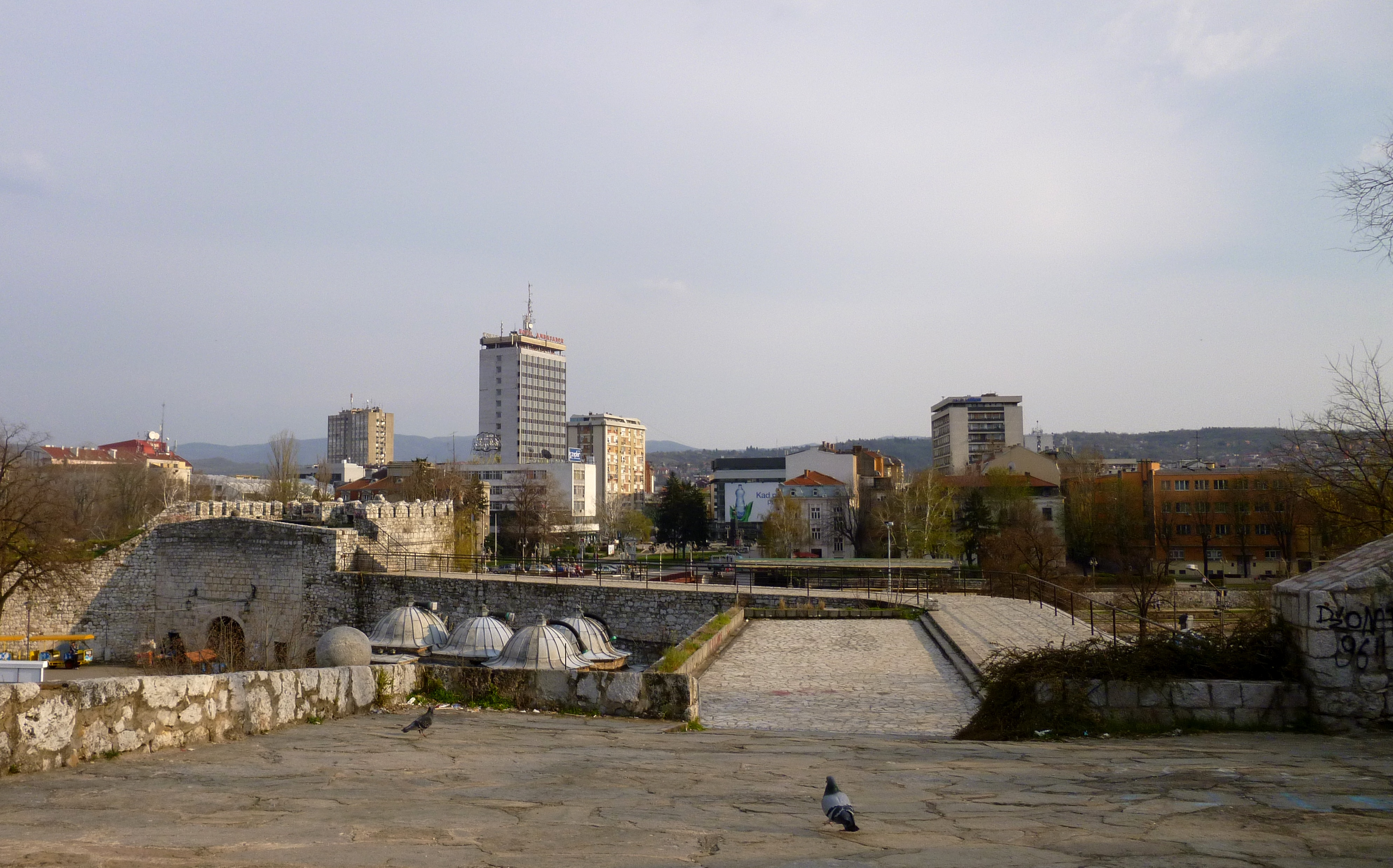
Vue générale du centre-ville depuis la forteresse.